# Miles Davis
Pour les articles homonymes, voir Davis.
Miles Davis (Miles Dewey Davis III) /maɪlz ˈdju.i ˈdeɪ.vɪs ðə θɝd/ (né le 26 mai 1926 à Alton, dans l'Illinois, et décédé le 28 septembre 1991 à Santa Monica en Californie), est un compositeur et trompettiste de jazz américain. Miles Davis commence à jouer de la trompette à l'âge de treize ans. Il fut à la pointe de beaucoup d'évolutions dans le jazz et s'est particulièrement distingué par sa capacité à découvrir et à s'entourer de nouveaux talents. Son jeu se caractérise par une grande sensibilité musicale et par la fragilité qu'il arrive à donner au son. Il marque l'histoire du jazz et de la musique du XXe siècle. Beaucoup de grands noms du jazz des années 1940 à 1980 travaillent avec lui.
Les différentes formations de Miles Davis sont comme des laboratoires au sein desquels se sont révélés les talents de nouvelles générations et les nouveaux horizons de la musique moderne ; notamment Sonny Rollins, Julian « Cannonball » Adderley, Bill Evans et John Coltrane durant les années 1950. De 1960 aux années 1980, ses sidemen seront Herbie Hancock, Wayne Shorter, George Coleman, Chick Corea, John McLaughlin, Keith Jarrett, Tony Williams, Joe Zawinul, Dave Liebman et Kenny Garrett ; c'est avec eux qu'il s'oriente vers le jazz fusion, dont il reste l'un des pionniers. La découverte de la musique de Jimi Hendrix est déterminante dans cette évolution, mais surtout le choc du festival de Newport, en 1969, où l'on assiste à l'origine exclusivement à des concerts de jazz, mais qui, cette année-là, programme du rock. Nombre de musiciens qui passent par ses formations de 1963 à 1969 forment ensuite les groupes emblématiques du jazz fusion, notamment Weather Report, animé par Wayne Shorter et Joe Zawinul, Mahavishnu Orchestra de John McLaughlin, Return to Forever de Chick Corea, ainsi que les différents groupes de Herbie Hancock.
Miles Davis est un des rares jazzmen et l'un des premiers musiciens noirs à être connu et accepté par l'Amérique moyenne, remportant même le « trophée de l'homme le mieux habillé de l'année » du mensuel GQ pendant les années 1960. Comme Louis Armstrong, Miles Davis est ce phénomène curieux : une superstar du jazz. À la différence de son glorieux aîné qui avait recherché l'intégration à la culture grand public dominée par la population blanche, le parcours musical de Miles Davis s'accompagne d'une prise de position politique en faveur de la cause noire et de sa lutte contre le racisme. En 1985, il participe à l'album Sun City contre l'apartheid à l'initiative de Steven Van Zandt.
En France, c'est l'enregistrement de la musique du film Ascenseur pour l'échafaud (1957) de Louis Malle qui le rend célèbre. Son dernier album, Doo-bop, publié en 1992 après sa mort, laisse éclater des influences hip-hop et rap.

## Biographie

### Apprentissage (1926-1944)
Le 26 mai 1926, Cleorita Henry donne naissance à Miles Dewey Davis III, à Alton (Illinois), sur les bords du Mississippi. L'enfant grandit dans un milieu familial relativement riche (son père Miles Dewey Davis II est chirurgien-dentiste) et mélomane : sa mère joue du piano et du violon, et sa grand-mère maternelle était professeur d'orgue dans l'Arkansas, ; sa sœur aînée, Dorothy, et son frère cadet, Vernon, étudient également la musique.
L'année suivante, la famille déménage et s'installe à East Saint Louis, Illinois, où son père a ouvert un cabinet dentaire. Lorsque le jeune Miles fréquente l’école primaire, sa famille habite un quartier à prédominance blanche, où il fait pour la première fois la douloureuse expérience du racisme. Le garçon se passionne pour le sport — baseball, football américain, basket-ball, natation et surtout boxe — mais aussi pour la musique : il suit avec passion l'émission radiophonique de jazz Harlem Rhythms. À l'âge de neuf ou dix ans, un ami de son père, le docteur John Eubanks, lui offre une trompette, dont il commence rapidement à jouer.
En 1939, collégien à la Crispus Attucks Junior High, il prend des cours de trompette avec Elwood Buchanan, un autre ami de son père, professeur à la Lincoln High où Miles étudie bientôt. C’est ce maître qui fait découvrir les particularités de la trompette jazz au jeune Miles, et qui l’aide à développer les fondements de son style, en l’encourageant, d’une part, à jouer sans vibrato, et en l’initiant, d’autre part, au jeu de trompettistes comme Bobby Hackett et Harold Baker, caractérisé par la sobriété, la douceur et le lyrisme. Il suit également des leçons avec Joseph Gustat, la première trompette et le chef de pupitre de l'orchestre symphonique de Saint-Louis, et il joue dans l'orchestre de son école, dont il est le plus jeune élément.
Après sa rencontre avec le trompettiste Clark Terry, figure du jazz local, qui exerce sur lui une profonde influence, Miles devient professionnel vers 1942, en s'inscrivant à la Fédération américaine des musiciens. Fréquentant assidûment les clubs de la ville, malgré son jeune âge qui lui en interdit en principe l'accès, il commence à jouer en public dès que possible, acquérant une petite réputation régionale, tout en continuant à fréquenter la high school.
En 1942, à l'âge de 16 ans, il fait la connaissance d'Irene Birth, sa première véritable petite amie, dont il aura trois enfants. Irene le défie d'appeler Eddie Randle pour se faire engager dans son orchestre de rhythm and blues, les Blue Devils. À la suite d'une audition, il est engagé comme trompettiste, mais se voit également confier de nombreuses corvées, comme l'organisation des répétitions, acquérant ainsi une solide connaissance du métier. Comme Miles le confirmera plus tard dans des entrevues, c’est également au cours de cette période qu’il développe un goût prononcé pour la théorie musicale, goût qui allait concourir à rendre possibles les nombreuses évolutions stylistiques qui caractérisent sa carrière. En plus de morceaux essentiellement blues, les Blue Devils jouent, entre East Saint Louis et Saint-Louis (Missouri), du Duke Ellington, Lionel Hampton ou Benny Goodman, donnant à Miles l'occasion de hanter les jam-sessions aux côtés de son nouvel ami Clark Terry, « faisant le bœuf » avec des musiciens célèbres comme Roy Eldridge, Kenny Dorham, Benny Carter et surtout Lester Young, idole des saxophonistes et l'un des modèles de Miles.
En 1944, alors que, jeune diplômé de Lincoln High et très demandé par les orchestres de la région, Miles hésite sur la carrière à suivre, naît sa première fille, Cheryl. À la même époque, ses parents divorcent et ses relations avec sa mère, depuis longtemps conflictuelles, se dégradent encore.

### Années bebop (1944-1948)

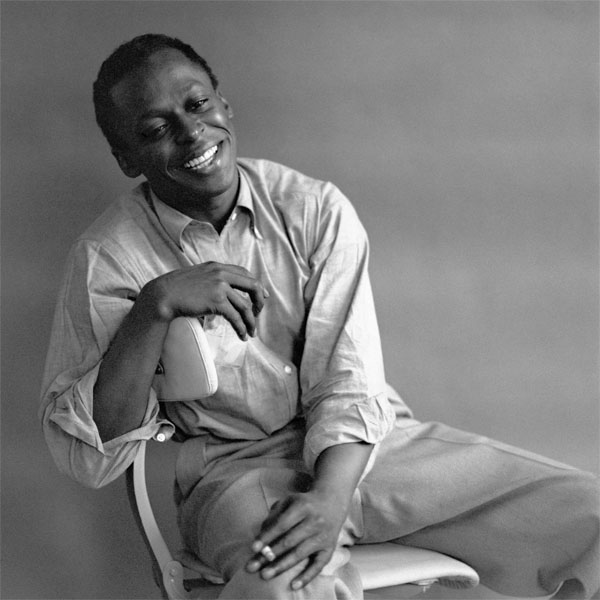
Dans les années 1940.

En juin 1944, à 18 ans, après être revenu déçu de son bref engagement au sein d'un groupe de La Nouvelle-Orléans, les Six Brown Cats d'Adam Lambert, pour lesquels il a quitté les Blue Devils (les autres orchestres de la région ne pouvant pas s'offrir les quatre-vingts dollars par semaine qu'il exigeait), Miles Davis hésite entre rejoindre la Faculté de chirurgie dentaire, ou suivre Clark Terry dans l'orchestre de l'U.S. Navy. C'est à cette époque que le big band de Billy Eckstine vient jouer dans un club de St Louis. Ce groupe pas comme les autres cherche à adapter au format big band la révolution bebop qui secoue le milieu du Jazz depuis le début des années 1940. Il réunit les deux créateurs et plus célèbres musiciens du genre, le trompettiste Dizzy Gillespie et le saxophoniste Charlie Parker. Au début du concert, coup de chance : Gillespie vient trouver Davis dans la salle pour lui demander de les rejoindre sur scène pour remplacer un trompettiste défaillant. Émerveillé par cette rencontre musicale, Miles prend une décision essentielle : il rejoindra le groupe à New York.
Grâce à l'aide financière de son père (qui l’a toujours énormément encouragé et soutenu, à la fois moralement et matériellement), il s'inscrit à la rentrée 1944 à la célèbre école de musique Juilliard de New York, dont l'enseignement l'ennuie assez rapidement. Mais son véritable but est ailleurs : il commence à fréquenter assidûment le Minton's dans la 118e rue, berceau légendaire du Bebop, à la recherche de Parker et Gillespie. C'est à cette époque qu'il rencontre les trompettistes Freddie Webster et Fats Navarro, qui deviennent ses amis et complices musicaux. Ayant finalement mis la main sur Gillespie et Parker (qui, fauché comme toujours, s'installera quelque temps chez Miles), il s'initie aux subtilités du Bebop, style musical particulièrement complexe et ardu. De plus, Parker, alias Bird, le présente aux autres légendes du style, dont le pianiste Thelonious Monk.
Parallèlement à ses études à la Juilliard School, où il apprend le piano et s'initie aux compositeurs contemporains comme Prokofiev, Miles devient un habitué des jam-sessions de la nuit new-yorkaise. Il accompagne notamment la grande chanteuse Billie Holiday au sein de l'orchestre du saxophoniste Coleman Hawkins. À propos de cette époque, il confiera plus tard : « Je pouvais en apprendre plus en une nuit au Minton's qu'en deux ans d'études à la Juilliard School ».
Les choses commencent à bouger pour le jeune trompettiste : il obtient son premier engagement officiel début 1945, aux côtés du saxophoniste ténor Eddie « Lockjaw » Davis. Le 24 avril, il réalise son premier enregistrement en studio, gravant quatre premiers morceaux avec un quintet accompagnant le chanteur Rubberlegs (« jambes de caoutchouc ») Williams sous la direction du saxophoniste Herbie Fields. Ces morceaux de blues fantaisistes, centrés sur le chant, ne lui donnent guère l'occasion de montrer son talent, mais c'est un début.
En octobre, il intègre enfin le quintet de Charlie Parker, en tant que remplaçant de Dizzy Gillespie, qui a quitté le groupe. Le 26 novembre, le groupe enregistre, Gillespie étant de retour... au piano. Le 28 mars 1946, Miles enregistre à nouveau, avec un Parker au sommet de son succès, les classiques Moose The Mooche, Yardbird Suite, Ornithology et A Night in Tunisia. La sonorité douce et le calme de son jeu, s'opposant à la véhémence de Charlie Parker, s'éloignent également beaucoup du style Gillespie, qu'il a d'abord tenté d'imiter avant de renoncer. Cette différence lui attire quelques critiques négatives, mais Davis impose rapidement son style propre. Le magazine Esquire le proclame « Nouvelle Star de la Trompette Jazz ». Le 8 mai, Miles compose et enregistre sa première composition personnelle, Donna Lee, qui attire l'attention du célèbre arrangeur Gil Evans. Il restera trois ans dans le groupe de Parker, apprenant beaucoup et gravant plusieurs morceaux légendaires, mais faisant également connaissance avec les mauvaises habitudes du saxophoniste et de son entourage, au premier rang desquels la drogue, principalement l'héroïne, qui fait des ravages chez les « boppers ». Miles parvient dans un premier temps à ne pas tomber dans la toxicomanie, mais supporte de plus en plus mal le comportement erratique qu'elle induit chez ses collègues.

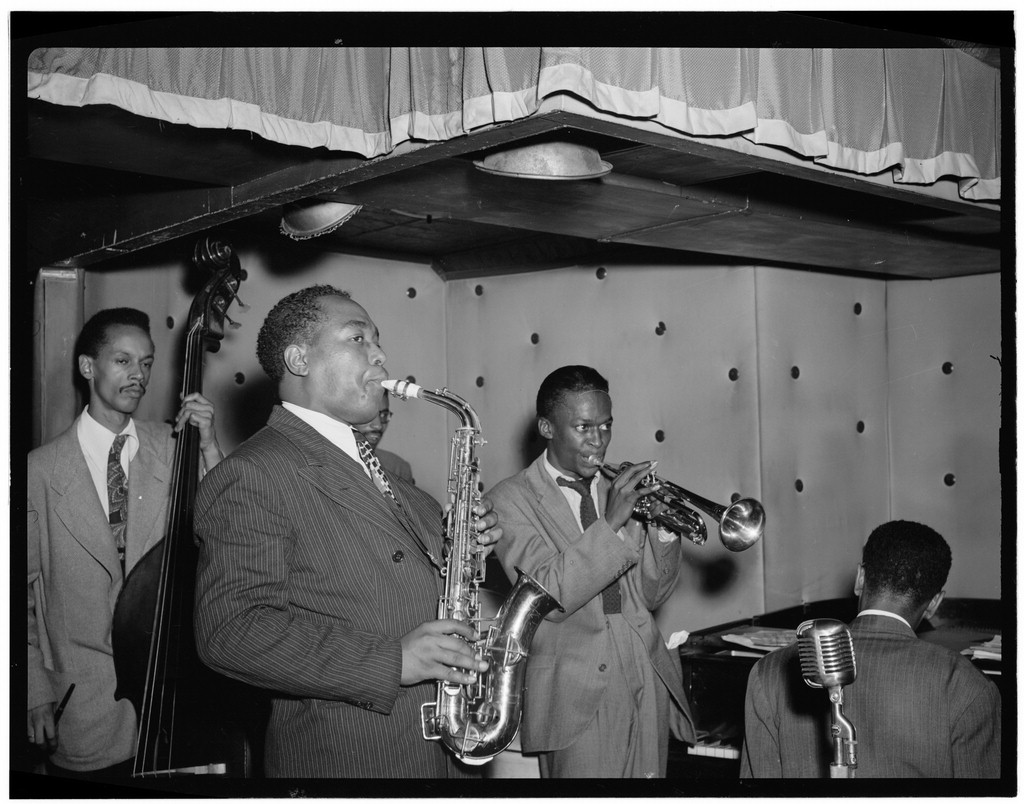
Avec Charlie Parker au club de jazz Three Deuces de Manhattan à New York (1947).

À l'automne 1946, Charlie Parker, à bout de forces, est hospitalisé pour sept mois à Camarillo. Sans groupe, Miles Davis joue notamment avec Charles Mingus, avant de rejoindre à nouveau l'orchestre de Billy Eckstine pour une tournée. Au printemps 1947, le groupe est dissout, et Miles est sans travail ; après des années de résistance il plonge dans la cocaïne et l'héroïne. Pendant quelques semaines, il joue au sein du big band de Dizzy Gillespie, puis rejoint un Charlie Parker remis sur pied. Célébré par les lecteurs de magazines jazz prestigieux dans leurs référendums annuels, participant à des enregistrements légendaires avec les musiciens les plus réputés du Bebop, Davis est pourtant en 1948 un homme frustré, impatient de créer une musique qui lui soit propre.

### Naissance du cool jazz (1948-1949)
À l'été 1948, Miles Davis, en collaboration avec l'arrangeur Gil Evans, rencontré plusieurs années auparavant, décide de mettre son projet à exécution en se détachant des principes du bebop pour participer à une nouvelle forme de jazz. Installé à New York, il fonde un nouveau groupe, intermédiaire entre le big band et les petites formations bebop, un nonette, où chaque section devra, dans l'esprit de ses créateurs, imiter l'un des registres de la voix humaine : la section rythmique comprend contrebasse, batterie et piano, tenu par l'ancien batteur de Charlie Parker, Max Roach. Pour les instruments à vent, on trouve en plus de la trompette de Davis et du saxophone de Gerry Mulligan, un trombone, un cor d'harmonie, un saxophone baryton et un tuba. Le 18 septembre 1948, le nonette se produit pour la première fois en public, assurant la première partie du spectacle de Count Basie au Royal Roost de New York, sous le titre Nonet de Miles Davis, arrangement de Gerry Mulligan, Gil Evans et John Lewis. Une dénomination inhabituelle qui trahit la volonté de créer une musique reposant largement sur les arrangements. Jouant une musique dont l'orchestration riche, les arrangements soignés et la relative lenteur rompent radicalement avec l'urgence du bebop, le groupe est notamment remarqué par le directeur artistique des disques Capitol Records, Pete Rugolo, qui se montre très intéressé.
Après un contretemps dû à la grève des enregistrements de 1948, pendant laquelle Miles refuse de rejoindre le groupe de Duke Ellington, le nonette entre finalement en studio, début 1949, à New York, pour une série de trois séances qui vont changer la face du jazz. En quinze mois et avec de nombreux musiciens différents, le groupe enregistre une douzaine de morceaux, dont les titres Godchild, Move, Budo, Jeru, Boplicity et Israel. Six d'entre eux sortent en 78 tours, le reste devra attendre les années 1950 et le célèbre album Birth of the Cool, sorti longtemps après les faits, pour voir le jour.
Le cool jazz est né, mais ce n'est pas une révolution immédiate : le nonette rapidement dissous, cette nouvelle musique mettra plusieurs années à s'imposer auprès des musiciens et du public. En 1949, Miles Davis effectue son premier voyage à l'étranger pour participer, le 8 mai, au Festival international de jazz à Paris, salle Pleyel. Il s'installe dans la chambre 76 de l'hôtel La Louisianeoù vivent déjà de nombreux jazzmen. Co-dirigeant un groupe avec le pianiste Tadd Dameron, il rencontre l'élite intellectuelle et artistique parisienne de l'époque : Jean-Paul Sartre, Boris Vian, Pablo Picasso et surtout Juliette Gréco. Pour le trompettiste, c'est une véritable révélation. Le milieu artistique parisien est beaucoup moins raciste que les États-Unis. Il a pour la première fois la sensation, comme il le dira dans son autobiographie « d'être traité comme un être humain ». Amoureux de Juliette Gréco, il hésite à l'épouser, ce qui serait tout simplement impensable dans son pays natal (à l'époque, les unions « mixtes » entre Noirs et Blancs sont encore tout simplement illégales dans de nombreux États américains). Ne voulant pas lui imposer une vie aux États-Unis en tant qu'épouse d'un Noir américain, et elle ne voulant pas abandonner sa carrière en France, il renonce et rentre à New York à la fin mai.

### Drogues et hard bop (1949-1955)
De retour aux États-Unis, sa séparation avec Juliette Gréco et sa sortie du milieu artistique parisien lui pèsent et il replonge dans l'héroïne. Il laisse sa femme et ses enfants dans un appartement du Queens et s'installe dans un hôtel de la 48e rue à New York, où il finance ses injections quotidiennes d'héroïne en exerçant comme proxénète sur des femmes. En raison de ses difficultés financières, sa maison est saisie par une société de crédit. À cette période, il tourne avec d'autres musiciens, notamment au sein de l'orchestre reformé de Billy Eckstine (dont les membres consomment également des drogues), et se retrouve en prison à Los Angeles, à la suite d'une descente de police.
Les années suivantes, Davis continue à enregistrer avec de nombreux artistes très cotés, tels que Charlie Parker, les chanteuses Sarah Vaughan et Billie Holiday, Jackie McLean, Philly Joe Jones ou Sonny Rollins. Il fait également la connaissance d'un jeune saxophoniste, John Coltrane, avec qui il joue brièvement à l'Audubon Ballroom de Manhattan. Mais, malgré l'intervention énergique de son père, qui le ramène chez lui à East St Louis et va même jusqu'à le faire arrêter par la police, il ne parvient pas à décrocher de la drogue. C'est après la rencontre en 1953 avec la danseuse Frances Taylor, qui va devenir sa seconde épouse, qu'il réussira à se désintoxiquer.
Après une difficile lutte contre son addiction à l'héroïne, dans la ferme de son père, il émerge en février 1954 et réunit un nouveau sextet qui compte notamment le batteur Kenny Clarke et le pianiste Horace Silver. Ensemble, ils posent les bases d'un nouveau style, qui deviendra après le Bebop et le Cool la « troisième vague » du Jazz moderne : le hard bop. Réaction contre le cool jazz qu'il a lui-même lancé, ce nouveau style plus énergique (sans atteindre les sommets du Bebop) est également plus simple harmoniquement que le Bebop. Il est notamment influencé par le rhythm and blues, mais aussi par une nouveauté technologique, le disque 33 tours, qui permet des morceaux beaucoup plus longs et développés. Plusieurs morceaux fondateurs du hard bop verront le jour sur l'album Walkin' : en particulier Walkin' le titre éponyme, mais aussi Airegin (anagramme de Nigéria), Oléo et Doxy composés par Rollins sur l'album Bags' Groove. La même année sort sur ce nouveau format l'album Birth of the Cool, compilation des morceaux enregistrés par le nonet pionnier du cool jazz. Devenant dans l'esprit des auditeurs et des critiques un jalon dans l'histoire du Jazz Moderne, le disque donne un sérieux coup de pouce à la carrière renaissante de Miles. À Noël, il réalise avec Thelonious Monk, Kenny Clarke, Percy Heath et Horace Silver une séance considérée comme essentielle pour le développement de son style propre.
1954 est l'année charnière de Miles Davis qui aura transformé un bon trompettiste en un jazzman de génie, passé maître dans l'art du solo, aux répertoires élargis et ayant son champ des sonorités désormais défini : un son résonnant de la trompette ouverte et un timbre assourdi, introspectif de la sourdine. Au Newport Jazz Festival de 1955, l'interprétation de Miles Davis de 'Round Midnight, un thème de Thelonious Monk, est saluée par une standing ovation doublée d'un immense succès critique : la carrière du trompettiste, sérieusement mise en péril par ses problèmes de drogue, est définitivement relancée.

### Premier grand quintet (1955-1957)
En 1955, quelques mois après la mort de Charlie Parker, Miles Davis fonde le groupe considéré depuis comme son « premier grand quintet », avec John Coltrane au saxophone ténor, Red Garland au piano, Paul Chambers à la contrebasse et Philly Joe Jones à la batterie. Avec ce groupe, Miles va explorer ses idées musicales du moment, basées notamment sur l'approche du pianiste Ahmad Jamal, qu'il avait commencé à exprimer au début de l'année avec l'album The Miles Davis Quartet. Le quintet deviendra également le premier symbole du talent de découvreur de Davis : l'ensemble de ses membres sont ou deviendront des leaders appréciés, le plus connu étant John Coltrane, dont la réputation deviendra l'égale de celle de Miles. Il parvient, par une étrange alchimie, à une qualité de l'ensemble supérieure à la somme de ses individualités.

« Il y avait donc à présent Trane au saxophone, Philly Joe à la batterie, Red Garland au piano, Paul Chambers à la basse, et moi à la trompette. Et plus vite que je n'aurais pu l'imaginer, la musique que nous faisions ensemble est devenue incroyable. C'était si bon que ça me donnait des frissons, comme au public. Merde, c'est très vite devenu effrayant, tellement que je me pinçais pour m'assurer que j'étais bien là. Peu après que Trane et moi nous nous étions mis à jouer ensemble, le critique Whitney Balliett a écrit que Coltrane avait « un ton sec non dégauchi qui met en valeur Davis, comme une monture grossière pour une belle pierre ». Très rapidement, Trane est devenu bien plus que ça. Il s'est lui-même transformé en diamant. Je le savais, comme tous ceux qui l'entendaient. »

— Miles Davis avec Quincy Troupe, L'Autobiographie, p. 209 (1989)
Engagé par Columbia Records, à l'époque la plus importante maison de disques des États-Unis, Miles Davis bénéficie d'un effort de publicité hors du commun dans le Jazz, effort dont son ancien label Prestige Records profite pour enregistrer cinq albums : The New Miles Davis Quintet, Cookin', Relaxin', Steamin' et Workin'. Miles Davis devait satisfaire à ses obligations contractuelles envers Prestige.
En 1957, le groupe sort l'album 'Round About Midnight, qui remporte un grand succès et offre à Davis une image et un confort matériel nouveaux. Vêtu de costumes luxueux, le nez chaussé de mystérieuses lunettes noires et conduisant des voitures de sport italiennes, le trompettiste devient une figure particulière dans le monde du Jazz. C'est également à cette époque que survient un incident à l'origine d'une partie du mythe du musicien : alors qu'il se remet de l'ablation chirurgicale de nodules sur ses cordes vocales, Davis s'emporte contre un organisateur de concerts indélicat, endommageant définitivement sa gorge convalescente. Cette voix ravagée restera le symbole d'un homme qui refuse de se laisser marcher sur les pieds, y compris par les puissants. Refusant la vie très difficile des musiciens de Jazz, il obtient pour son groupe et lui-même une augmentation significative des cachets, ainsi qu'une norme de trois sets par soir au lieu des quatre qui sont la norme depuis toujours. Malgré le succès, l'ambiance au sein du groupe est parfois tendue, notamment entre Miles Davis et John Coltrane, Davis supportant mal la toxicomanie du saxophoniste. En avril 1957, après que les deux hommes en sont venus aux mains, le trompettiste renvoie Coltrane du groupe. Ce dernier est alors invité par Thelonius Monk à rejoindre son orchestre. Se libérant de son addiction grâce à une cure personnelle, Coltrane passe plusieurs mois dans la formation de Monk avant de retrouver Miles Davis.

### Vers le jazz modal (1957-1959)

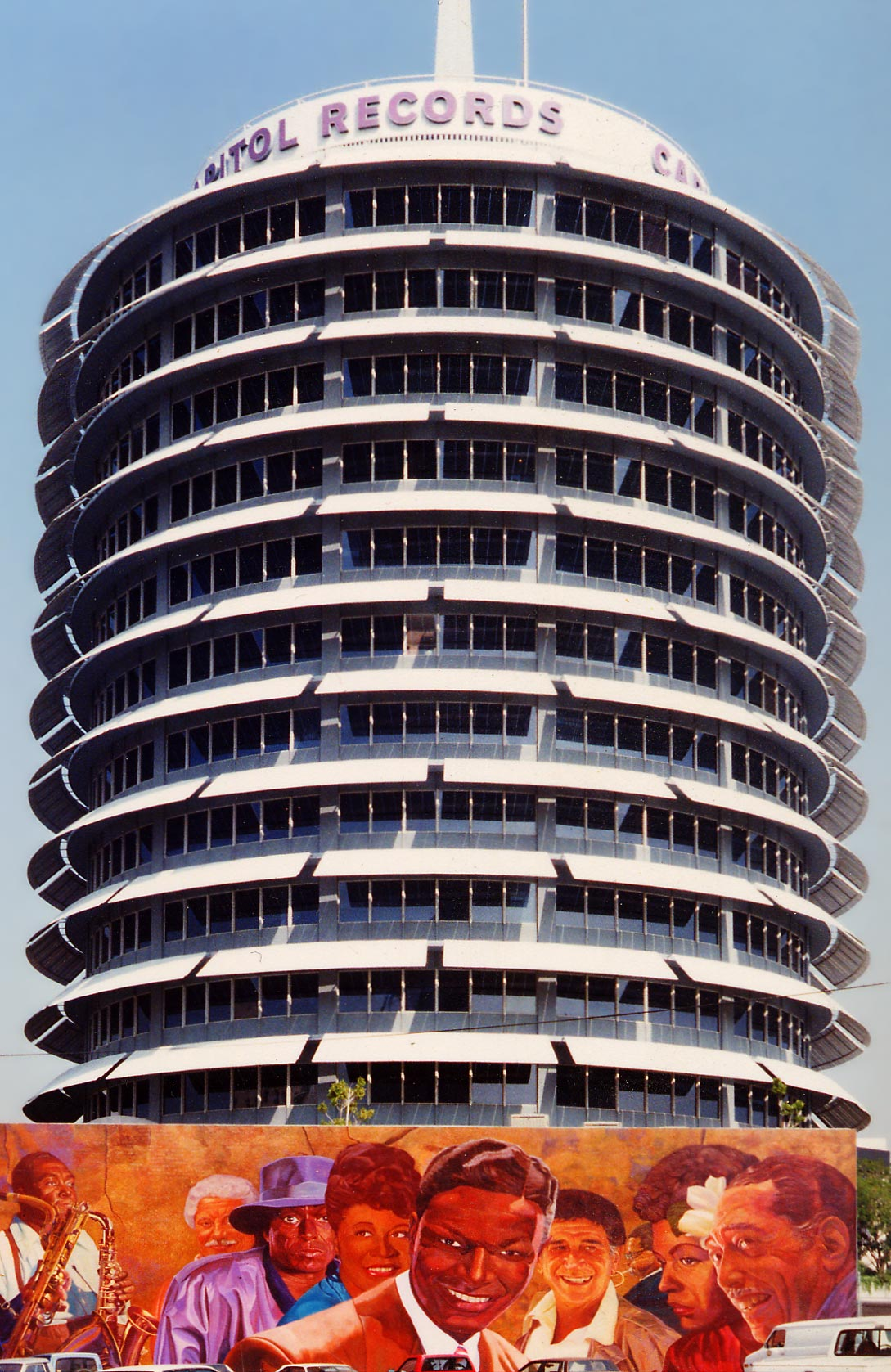
Sur une fresque du Capitol Records Building de Los Angeles en Californie.

À la fin des années 1950, Miles Davis continue son évolution musicale, se nourrissant de plusieurs engagements parallèles à sa carrière de leader de groupe : une participation fin 1956 au projet de la Jazz and Classical Music Society de Gunther Schuller, visant à réunir jazz et musique classique en un « troisième courant » (Third Stream) et la composition de la bande originale du film Ascenseur pour l'échafaud de Louis Malle en 1957. Le groupe, qui comprend Kenny Clarke et les musiciens français Barney Wilen (saxophone ténor), René Urtreger (piano) et Pierre Michelot (contrebasse) improvise la musique devant un écran projetant des scènes du film en boucle, à partir d'indications très limitées de Miles. Ces morceaux très visuels, ne comptant que très peu d'accords, resteront un jalon essentiel dans la carrière de Davis, le symbole de son nouveau style.
En 1958, Miles Davis enregistre Milestones ; son quintet devient alors sextet avec l'apparition de Cannonball Adderley au saxophone alto. Cet album introduit les premiers éléments de musique modale, en particulier dans le morceau éponyme. Quelques jours plus tard, il participe, sous la direction de Cannonball Adderley, au superbe album Somethin' Else : c'est une de ses rares séances en tant que sideman. L'album comprend notamment une remarquable version d’Autumn Leaves. Parallèlement, il poursuit sa collaboration avec Gil Evans et crée des albums orchestraux qui connaîtront un important succès critique et commercial : Miles Ahead (1957), Porgy and Bess (1958) et Sketches of Spain (1959-1960).
En 1959, Miles Davis signe son chef-d'œuvre avec Kind of Blue, un album improvisé autour de trames qu'il a composées. On trouve des modifications de formations par rapport au sextette de Milestones. Le pianiste Bill Evans, plus apte à suivre les orientations modales du leader, remplace Red Garland et Jimmy Cobb prend le fauteuil de batteur à Philly Joe Jones. Le pianiste Wynton Kelly est invité sur Freddie Freeloader, le titre bluesy de l'album, nouvelle preuve que rien n'a été laissé au hasard pour la réalisation de cet album. Ce dernier est considéré comme le chef-d'œuvre du jazz modal et l'un des meilleurs — et des plus populaires — disques de jazz jamais enregistrés. Jimmy Cobb disait que ce disque « avait dû être composé au paradis ». Un soir d’août 1959, il se fait tabasser par un policier qui ne voulait pas voir traîner de Noirs devant la salle de concert du Birdland ; il était programmé en tête d'affiche ce soir-là et le policier ne l'a pas cru,.

### Second grand quintet (1963-1968)

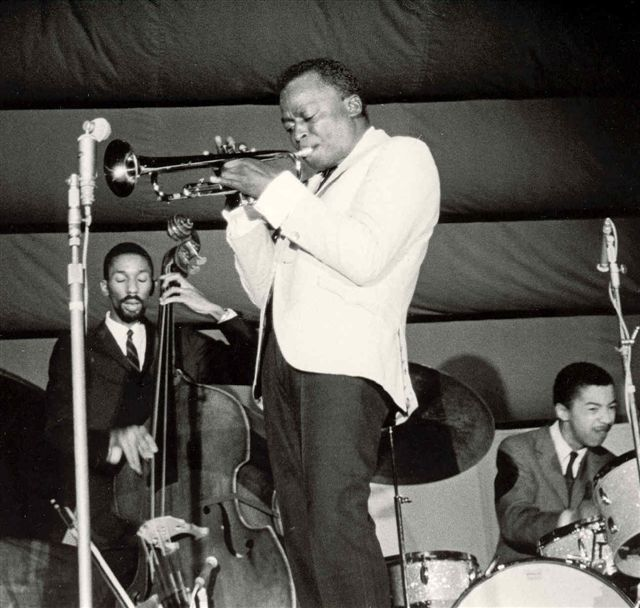
Au festival de jazz d'Antibes Juan-les-Pins de 1963, avec Ron Carter et Tony Williams.

En mars 1960, Miles tourne en Europe avec Coltrane, Wynton Kelly au piano, le fidèle Paul Chambers à la contrebasse et Jimmy Cobb à la batterie. Ils donnent notamment un concert mémorable à l'Olympia de Paris le 21 où Coltrane est hué par une bonne partie du public irritée par ses explorations audacieuses. C'est à Baltimore, en avril, que Coltrane officie pour la dernière fois au sein du groupe de Miles Davis. Miles retourne en Europe et à l'Olympia en octobre, en compagnie du saxophoniste parkérien Sonny Stitt. Le jeu de Miles se montre plus agressif et aussi plus proche d'un hard bop orthodoxe. Le mélodieux Hank Mobley tiendra le difficile rôle de remplaçant de Coltrane à partir de 1961 alors que Wynton Kelly est le pianiste du groupe. Il participe à quelques titres de l'album Someday My Prince Will Come et aux albums live Miles Davis In Person: Friday Night and Saturday Night at the Blackhawk. C'est aussi à cette époque qu'apparaît le free jazz, genre musical que Miles, qui pour une fois n'a pas lancé le mouvement, s'ingénie à critiquer de manière particulièrement caustique et bruyante, tout en s'entourant petit à petit, de manière nettement plus discrète, de (parfois très) jeunes gens fortement influencés par ce courant musical. Si ce n'est pas le cas du saxophoniste George Coleman, il n'en va pas de même pour sa nouvelle rythmique composée par le pianiste Herbie Hancock, le contrebassiste Ron Carter et le batteur Tony Williams, âgé d'à peine 18 ans à l'époque. Ces musiciens apparaissent pour la première fois aux côtés de Miles, en 1963, sur l'album Seven Steps to Heaven.
Miles et son groupe partent de nouveau en tournée en Europe en juillet 1963, puis se produisent au Lincoln Center de New York le 12 février 1964, une prestation qui sera publiée sous forme de deux disques Four and More et My Funny Valentine. En juillet, le saxophoniste Sam Rivers, très proche du free jazz, remplace George Coleman. Il va participer avec le groupe à une tournée au Japon. Après le départ de Coltrane, Miles cherche le saxophoniste qui saura redonner l'élan nécessaire au renouvellement de son œuvre : se succèdent de façons éphémères Jimmy Heath, Hank Mobley, Rocky Boyd, Frank Strozier et Sonny Rollins.

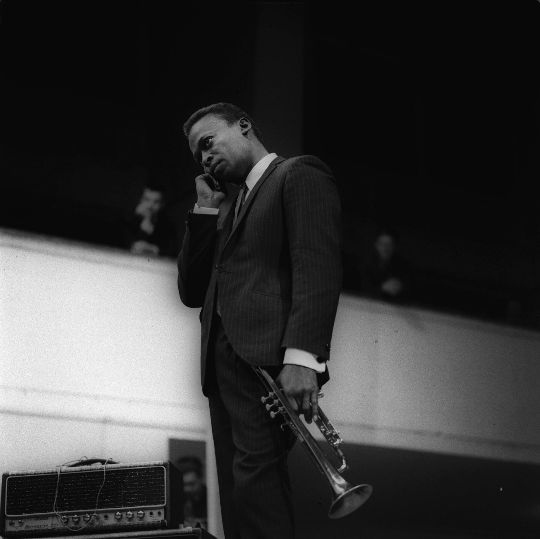
En concert à Helsinki en Finlande en 1964.

C'est en septembre 1964 que le saxophoniste, compositeur et arrangeur Wayne Shorter, qui avait déjà officié au sein des Jazz Messengers d'Art Blakey, rejoint le groupe. Miles trouve enfin le saxophoniste qui va mener sa musique vers de nouveaux sommets. Il va plus tard déclarer, dans Miles : L'autobiographie : « Avoir Wayne me comblait parce que je savais qu'avec lui, on allait faire de la grande musique. C'est ce qui est arrivé, très vite. » Shorter prend ainsi rapidement le rôle principal dans l'élaboration de la musique du quintet. Herbie Hancock explique cette transformation : « Dans le quintet, à partir du moment où Wayne Shorter est arrivé, on s'est consacré à un travail de couleurs, aux accords substitués, aux phrasés et surtout à l'utilisation de l'espace, c'est-à-dire au placement des notes que l'on jouait par rapport à ce que jouaient les autres musiciens du quintet[réf. nécessaire]. »
Miles éprouve quelques difficultés pour s'adapter à la vivacité de ces jeunes musiciens mais cette prise de risque n'est pas la première dans la carrière de Miles et montre sa capacité à réinventer sans cesse son style. Il raconte son expérience avec ce groupe :

« Si j'étais l'inspiration, représentais la sagesse et assurais l'homogénéité du groupe, Tony en était le feu, l'étincelle créatrice ; Wayne était l'homme des idées, le concepteur intellectuel ; Ron et Herbie en étaient les ancrages. Je n'étais que le leader qui avait rassemblé tout le monde. Ils étaient jeunes mais, même si je leur apprenais certaines choses, ils m'en apprenaient d'autres, sur la new thing, sur le free […] J'apprenais quelque chose chaque soir avec cette formation, d'abord parce que Tony Williams était un batteur progressiste. Le seul membre d'un de mes orchestres qui m'ait dit un jour : « Bon Dieu, Miles, pourquoi ne travailles-tu pas [ton instrument] ? » Il faut dire qu'en essayant de tenir la dragée haute à ce jeunot, je ratais des notes. Il m'a donc poussé à retravailler mon instrument, puisque je m'étais dispensé de cette discipline sans même m'en rendre compte […] Chaque nuit, Herbie, Tony et Ron rentraient dans leur chambre et discutaient jusqu'au petit matin de ce qu'ils venaient de jouer. Le lendemain, ils remontaient sur scène et jouaient différemment. Et moi, soir après soir, il fallait que je m'adapte… »

— Miles Davis avec Quincy Troupe, L'Autobiographie (1989)

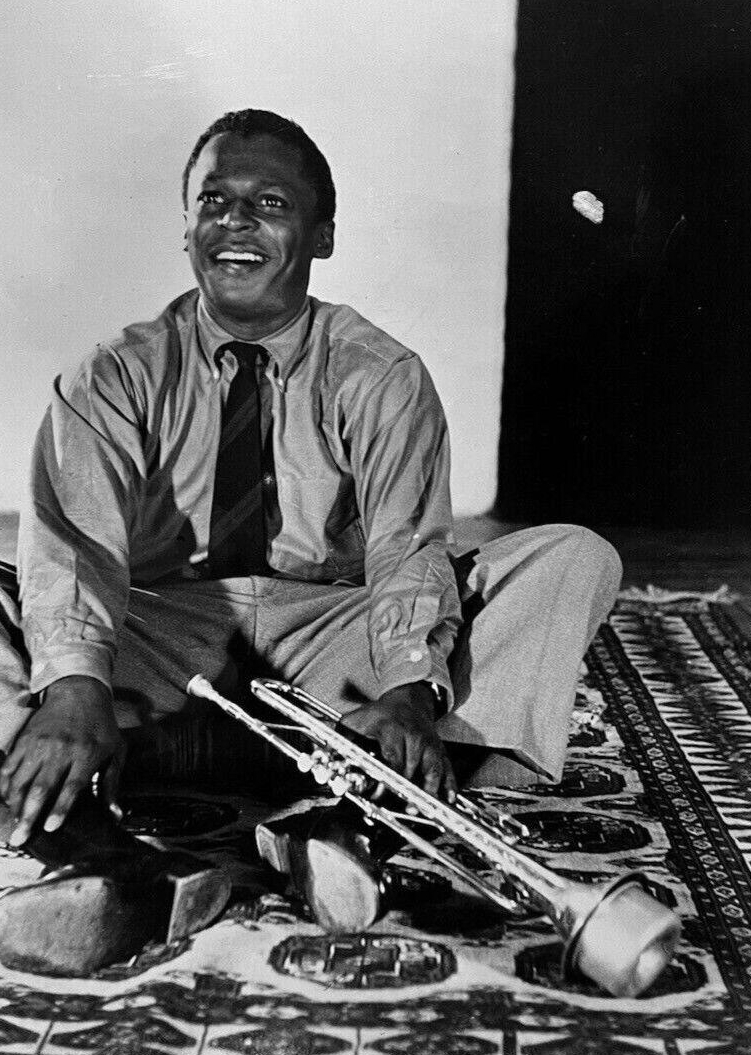
Miles Davis en 1967.

Peu après sa création, le quintet part en tournée en Europe. Il enregistre son premier disque studio ESP en janvier 1965. En décembre, le passage au club de Chicago le « Plugged Nickel » est enregistré. Alors que les albums studio sont constitués uniquement de compositions originales, le groupe reprend en concert les standards du répertoire de Miles Davis (All of You, My Funny Valentine, etc.). Lors de ces concerts, le groupe est à son meilleur ; Shorter y montre toutes ses qualités de soliste et la section rythmique brille par sa cohésion et son inventivité prodigieuses.
En octobre 1966, le groupe enregistre l'album Miles Smiles. Suivent en 1967, les albums Sorcerer et Nefertiti et en 1968, Miles in the Sky et Filles de Kilimanjaro.

### Révolution électrique (1968-1975)
Alors que le rock et le funk se développent, Miles Davis va initier l'essor d'un jazz de style nouveau, fusionnant le son électrique de la fin des années 1960 avec le jazz. Ce nouveau style, déjà ébauché sur les deux derniers albums du quintet, s'affirme de manière fracassante avec les albums In a Silent Way (1969) et surtout Bitches Brew (1970). Miles s'entoure de jeunes musiciens qui seront bientôt les chefs de file du jazz fusion tels le guitariste britannique John McLaughlin et le claviériste d'origine autrichienne Joe Zawinul. La mise en avant des instruments électriques s'accompagne d'une approche encore plus ouverte de l'improvisation. Donnant aux musiciens de simples esquisses de thèmes, il leur offre une plus grande liberté dans l'improvisation[réf. souhaitée]. Ces deux albums voient aussi le producteur Teo Macero prendre une place centrale dans le processus de création[réf. souhaitée]. Les morceaux ne sont plus enregistrés d'un seul tenant, l'album devient le résultat d'un collage d'extraits des prises de studio. Avec ces deux albums, Miles Davis provoque une vraie révolution dans le monde du jazz et rencontre un vrai succès populaire. Bitches Brew se vend à plus de 500 000 exemplaires, pour atteindre un million en 2003 aux États-Unis. Miles, dans son autobiographie, reconnaîtra le rôle de sa seconde épouse, la chanteuse Betty Davis, dans l'inspiration de ce disque.

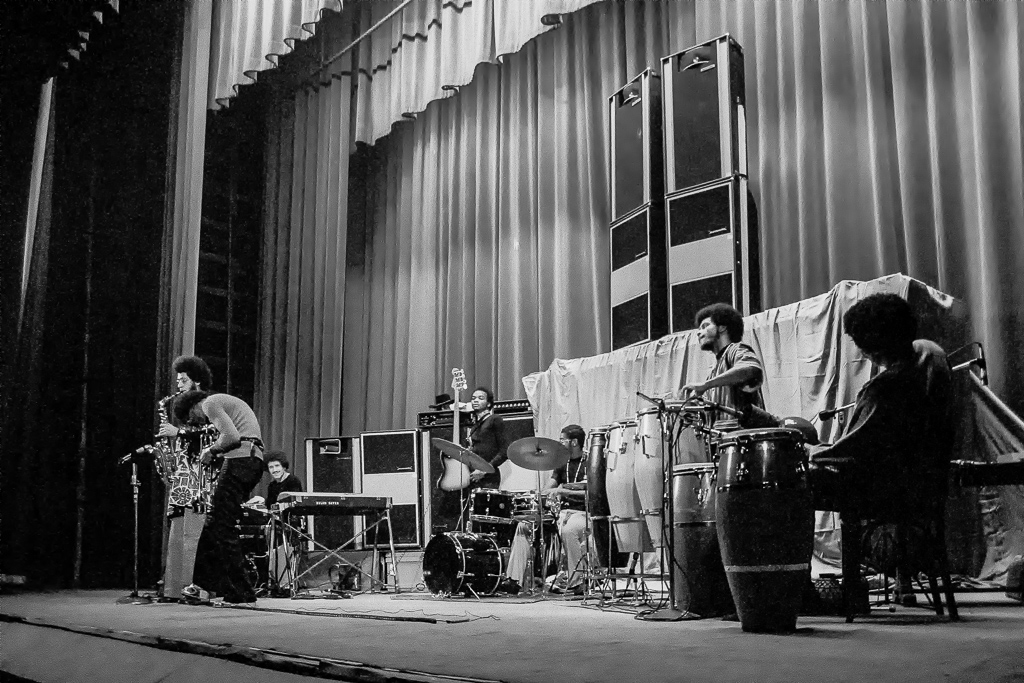
Miles Davis Septet Sigma 7, 1971, Miles Davis, Keith Jarret, Michael Henderson, Leon « Ndugu » Chancler, Gary Bartz, Charles Don Alias, James Forman.

À la suite des séances de Bitches Brew, Miles ajoute à son groupe des sitars et des tablas. Les titres issus de ces séances : Great Expectations, Orange Lady, Lonely Fire, ne seront publiés qu'en 1974 dans l'album Big Fun. À partir de 1970, la musique de Miles est de plus en plus marquée par le funk. Pour Miles Davis, le funk, porté par James Brown et Sly and the Family Stone , est la nouvelle musique du peuple noir au contraire du Blues qu'il déclare « vendu aux Blancs »[réf. nécessaire]. Le virage électrique est motivé à la fois par des raisons artistiques et commerciales. Pour l'enregistrement de A Tribute to Jack Johnson, Miles pense au batteur Buddy Miles, présent sur l'album Band of Gypsys de Jimi Hendrix. Mais Buddy Miles ne venant pas à la séance, il est remplacé par Billy Cobham, qui forme avec Michael Henderson la section rythmique du groupe dont le son est dominé par la guitare de John McLaughlin. Malgré une promotion désastreuse de la Columbia Records[réf. nécessaire], le disque, sorti le 24 février 1971, est devenu un classique du jazz-rock[réf. souhaitée]. John Scofield dira par la suite de cet album qu'il « avait sans aucun doute un feeling rock, même si c'était aussi du jazz du plus haut niveau ».[réf. nécessaire]

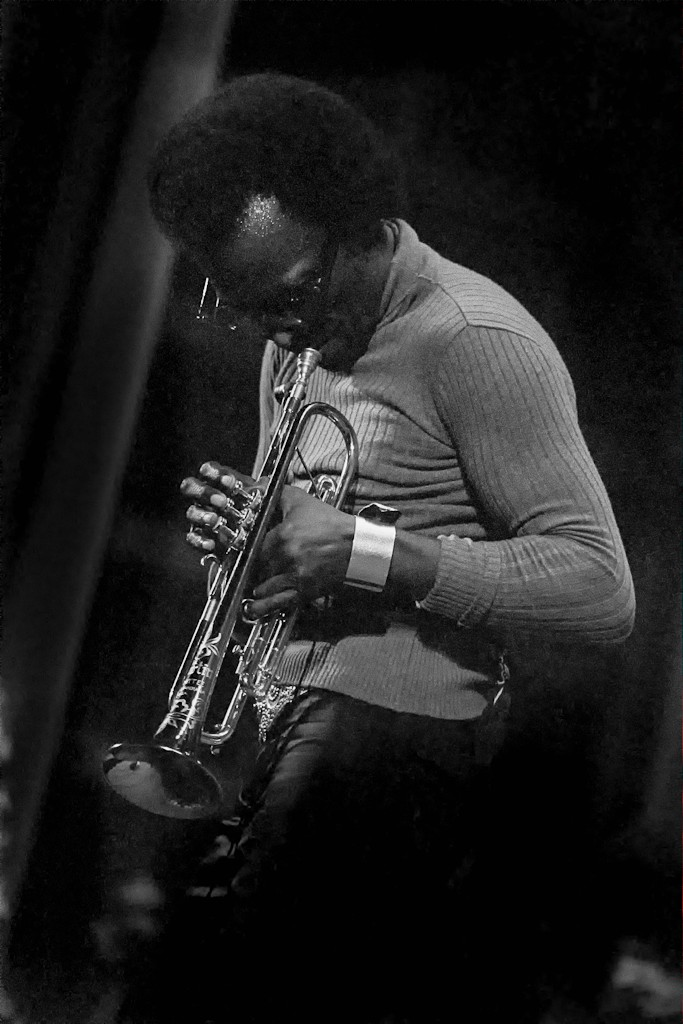
Miles Davis en 1971.

Le 29 août 1970, il participe à l'historique Festival de l'île de Wight. Le groupe, un des meilleurs de toute sa période électrique[réf. souhaitée], est constitué de Gary Bartz aux saxophones soprano et alto, Chick Corea et Keith Jarrett aux claviers, Dave Holland à la basse, Jack DeJohnette à la batterie et Airto Moreira aux percussions. Il joue en outre cette même année de nombreuses fois au Fillmore East de New York et au Fillmore West de San Francisco. Du 16 au 19 décembre, Miles enregistre son groupe dans un club de Washington, le Cellar Door, avec Keith Jarrett, Jack DeJohnette, Airto Moreira, Gary Bartz et Michael Henderson. Ce dernier, ancien musicien de studio pour Motown et membre du groupe de Stevie Wonder, n'est pas un jazzman de formation. Son style funky, basé sur des lignes de basse répétitives est déterminant dans l'évolution de la musique de Miles[réf. souhaitée], avec lequel il restera jusqu'en 1975. Ces enregistrements constitueront le cœur de l'album Live Evil, publié le 17 novembre 1971 et sur lequel est présent McLaughlin qui avait rejoint le groupe, le dernier soir, à la demande de Miles. En octobre-novembre 1971, il effectue une tournée en Europe.

« C'est avec On the Corner et Big Fun que j'ai vraiment essayé d'intéresser les jeunes Noirs à ma musique. Ce sont eux qui achètent les disques et viennent aux concerts, et je songeais à me préparer un public pour l'avenir. Beaucoup de jeunes Blancs étaient déjà venus dans mes concerts après Bitches Brew. Je pensais qu'il serait bien de rassembler tous ces jeunes dans l'écoute de ma musique et de l'appréciation du groove. »

— Miles Davis avec Quincy Troupe, L'Autobiographie, p. 345 (1989)
En 1972, paraît l'ambitieux On the Corner qui tente, selon la formule de Frédéric Goaty (dans Jazz Magazine[réf. nécessaire]), « de faire groover ensemble Sly Stone et Karlheinz Stockhausen » ! On the Corner et Big Fun eurent du mal à trouver leur public à l'époque[réf. souhaitée]. Rejetés par la plupart des critiques de jazz, ils ne parviennent pas non plus à séduire la jeunesse noire. Ils sont aujourd'hui considérés comme d'authentiques chefs-d'œuvre du jazz-funk[réf. souhaitée]. Durant cette période, Miles utilise la pédale wah-wah pour distordre le son de sa trompette. Son jeu est plus axé sur l'aspect rythmique. La période dite « électrique » de Miles fait exploser les codes classiques du jazz, à savoir « exposition du thème - soli - réexposition du thème ». Toutefois, il conserve une démarche jazz et ce à deux niveaux : la recherche constante d'une nouvelle approche de la musique (déstructuration - restructuration) et la part belle faite à l'improvisation[réf. souhaitée].

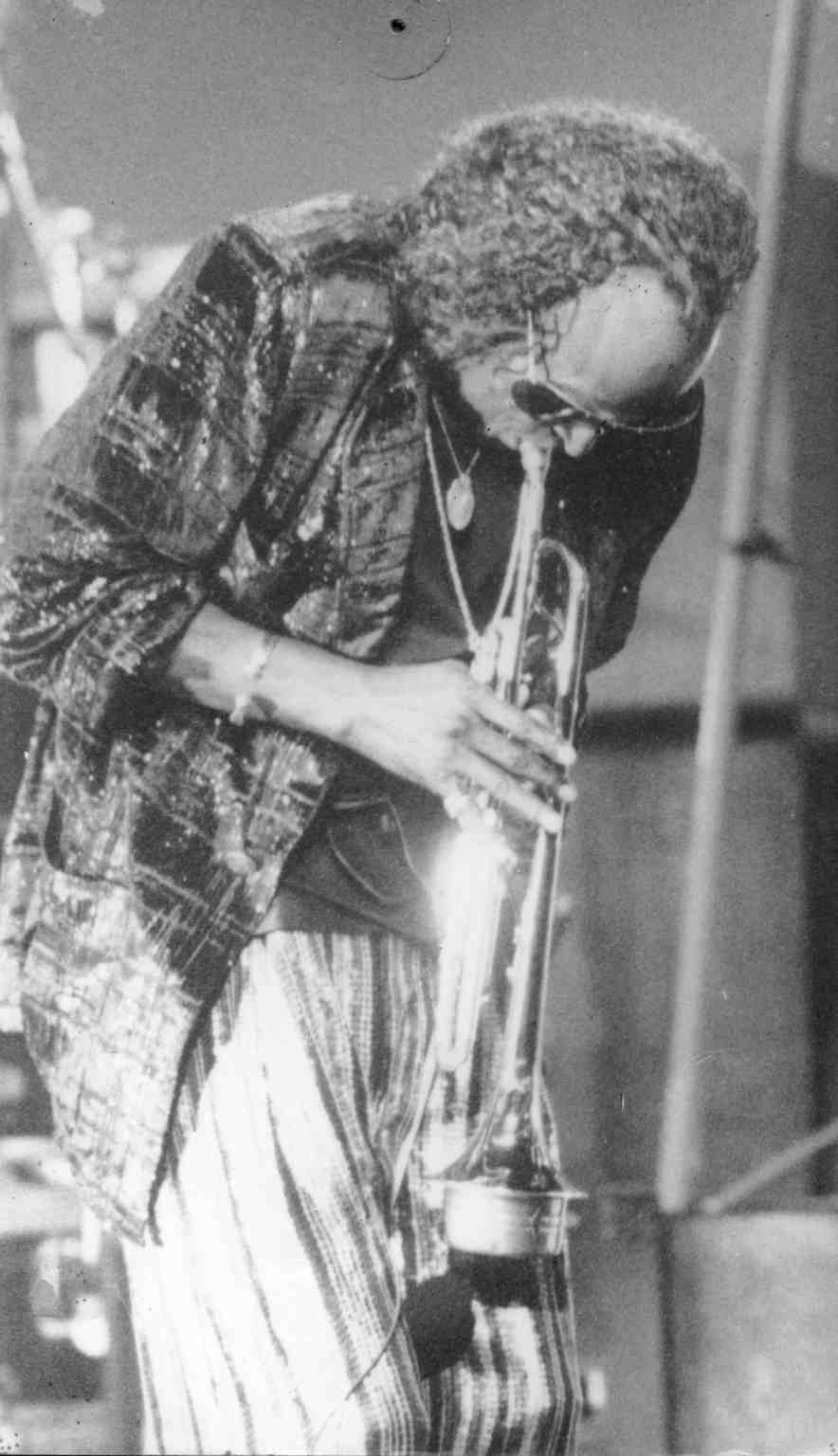
Miles Davis à Rio de Janeiro, en mai 1974.

En 1973, son groupe se stabilise autour de la formation suivante : Dave Liebman au saxophone et à la flûte, Reggie Lucas et Pete Cosey aux guitares, Michael Henderson à la basse, Al Foster à la batterie et James Mtume Foreman aux percussions. Reggie Lucas se charge des parties rythmiques alors que Pete Cosey, dont le jeu est très influencé par celui de Jimi Hendrix, joue la majorité des soli (il joue aussi des percussions). Le septet se produit au Japon en juin, puis le 8 juillet 1973, il joue pour la première fois sur la scène du Montreux Jazz Festival. Miles Davis se produit ensuite en France à Paris et à Bordeaux au Festival Sigma, en Suède, en Allemagne et en Autriche. Les concerts des 20 juin (Tokyo), 8 juillet (Montreux), 27 octobre (Stockholm) et 3 novembre (Vienne) seront filmés professionnellement : ils constituent les derniers témoignages vidéo du groupe de Miles avant sa retraite.
Le 30 mars 1974, Miles joue sur la scène du Carnegie Hall de New York. Le surprenant guitariste hendrixien Dominique Gaumont et le saxophoniste Azar Lawrence sont invités lors de ce concert : l'album s'appellera Dark Magus.

« Ce qu'il fait, et souvent dans les grands concerts comme celui-là, c'est de changer la donne, en faisant quelque chose de totalement étrange. Totalement inattendu. Voici ce que j'entends par là : nous sommes un groupe en tournée depuis un an… Et puis, soudainement, en public, New York City, Carnegie Hall, l'animal pousse deux types qui ne se sont même jamais vus. Vous vous dites : « Est-il fou ou bien… Il est fou, ou alors, extrêmement subtil. » »

— Dave Liebman, In Milestones: The Music and Times of Miles Davis de Jack Chambers
En 1974 paraissent les doubles albums studio Big Fun et Get Up with It regroupant différentes sessions du début des années 1970.
Le 1er février 1975, Miles Davis donne deux concerts à Tokyo au Japon, qui paraîtront sous la forme de deux doubles albums : Agharta (concert de l'après-midi) et Pangaea (concert de la soirée). Sonny Fortune y remplace Dave Liebman. Ces deux disques sont la parfaite conclusion de cette période créatrice très riche[réf. souhaitée]. En 1975, Miles Davis quitte la scène pour des motifs de santé.

### Retour (1981-1991)

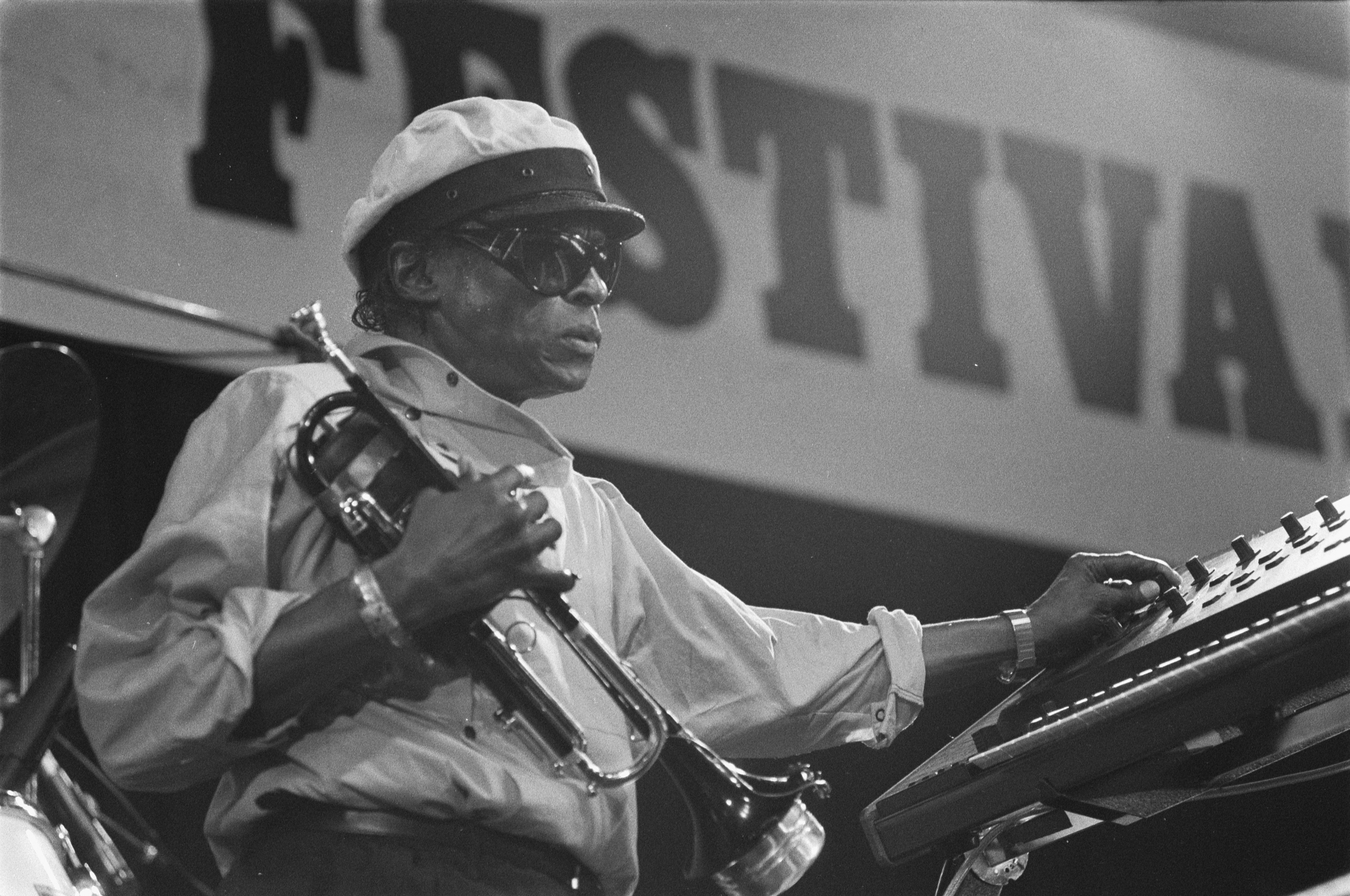
Au North Sea Jazz Festival de Rotterdam aux Pays-Bas en 1984.

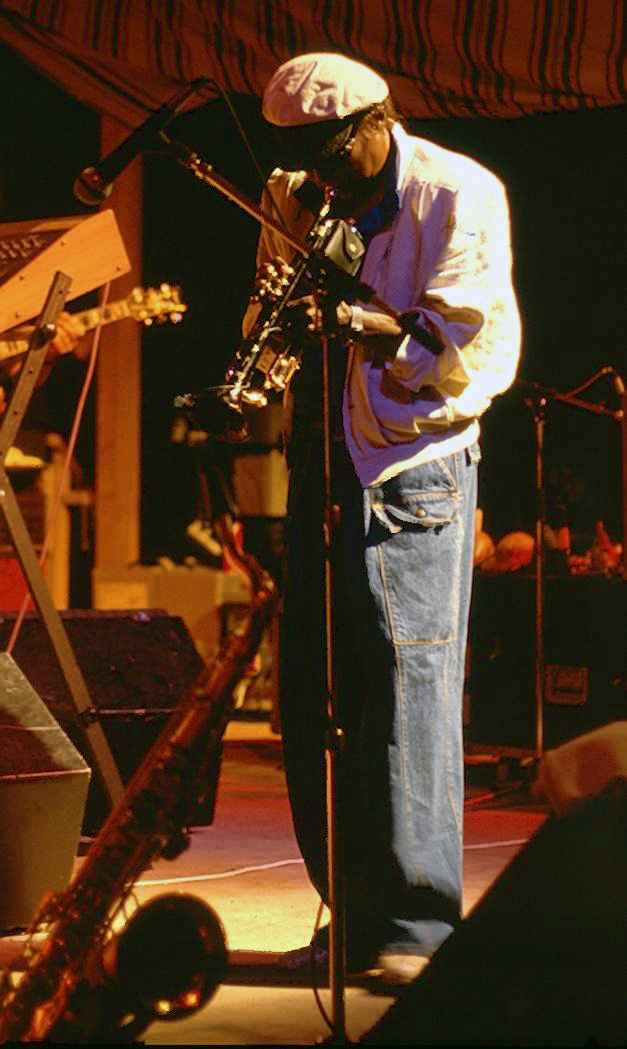
Miles Davis à Bad Segeberg (Allemagne) en 1984.

Miles Davis refait surface en 1981 avec l'album The Man with the Horn. Au cours des années 1980, il enregistre des albums de jazz fusion très funk avec des groupes qui, selon sa bonne habitude, sont formés de jeunes musiciens inconnus qui feront carrière : Marcus Miller, John Scofield, Darryl Jones, Mike Stern, Mino Cinelu, Kenny Garrett, etc. À partir de ce moment, Miles Davis sera aussi un « initiateur », un « passeur » qui permettra à de nombreux amateurs de musique plus « rock » de découvrir la beauté d'un silence, d'une respiration au sein d'une harmonie gorgée d'émotions et d'énergie. Grâce à lui, le jazz, terme qu'il trouvait de plus en plus restrictif, pouvait toucher un public plus large et continuer ainsi à se renouveler.[réf. nécessaire]
Le double album live We Want Miles, publié en 1982, présente le nouveau groupe de scène de Miles Davis. Le premier titre, Jean-Pierre deviendra un des succès emblématiques de sa carrière. Cet album reçoit un grand succès, couronné par un Grammy Award en 1983. L'album Star People, publié l'année suivante, est un album improvisé en studio et dédié au funk et au blues. Miles Davis enregistre ensuite des albums au son plus moderne comme Decoy, en 1984, et You're Under Arrest l'année suivante, sur lequel il s'attaque au répertoire de Michael Jackson (Human Nature) et Cyndi Lauper (Time After Time). Assisté par Marcus Miller, bassiste poly-instrumentiste, et par le saxophoniste Bill Evans, il introduit dans ses orchestrations des synthétiseurs numériques alors en vogue, le séquenceur et l'échantillonnage.

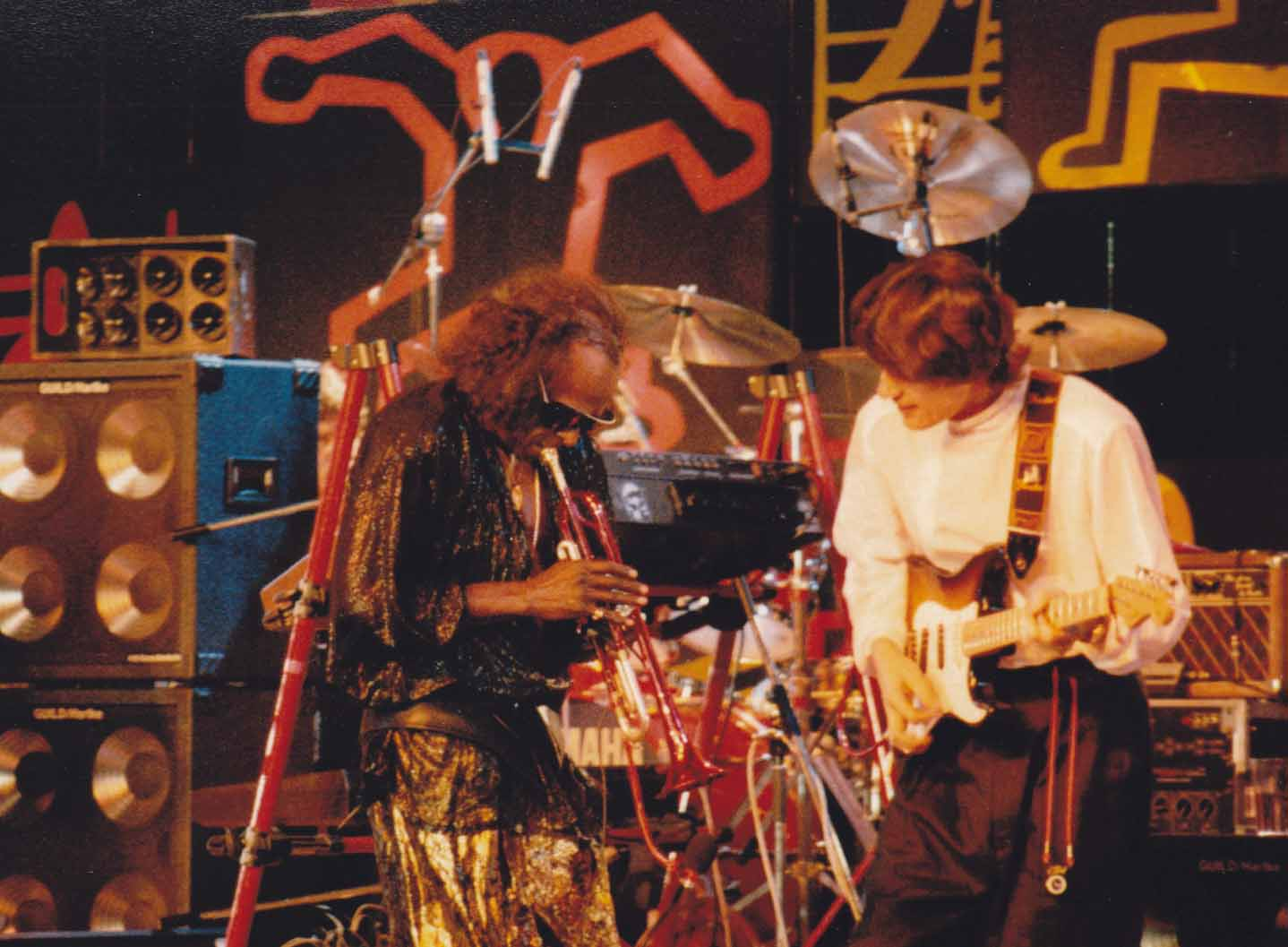
Au Montreux Jazz Festival de 1986.

En 1986, Miles Davis quitte Columbia Records pour Warner Bros Records et publie Tutu, un album qui rencontre un succès public très important. Aucune composition du trompettiste ne figure pourtant sur le disque : n'ayant pas obtenu les droits de ses propres compositions avec ce nouveau contrat, Miles Davis refuse d'enregistrer son propre matériel et a recours notamment aux services de Marcus Miller, dont le style imprègne Tutu, mais aussi l'album suivant, Amandla, publié en 1989.
La même année il est invité par Toto sur leur album Fahrenheit, pour jouer sur le morceau Don't Stop Me Now.

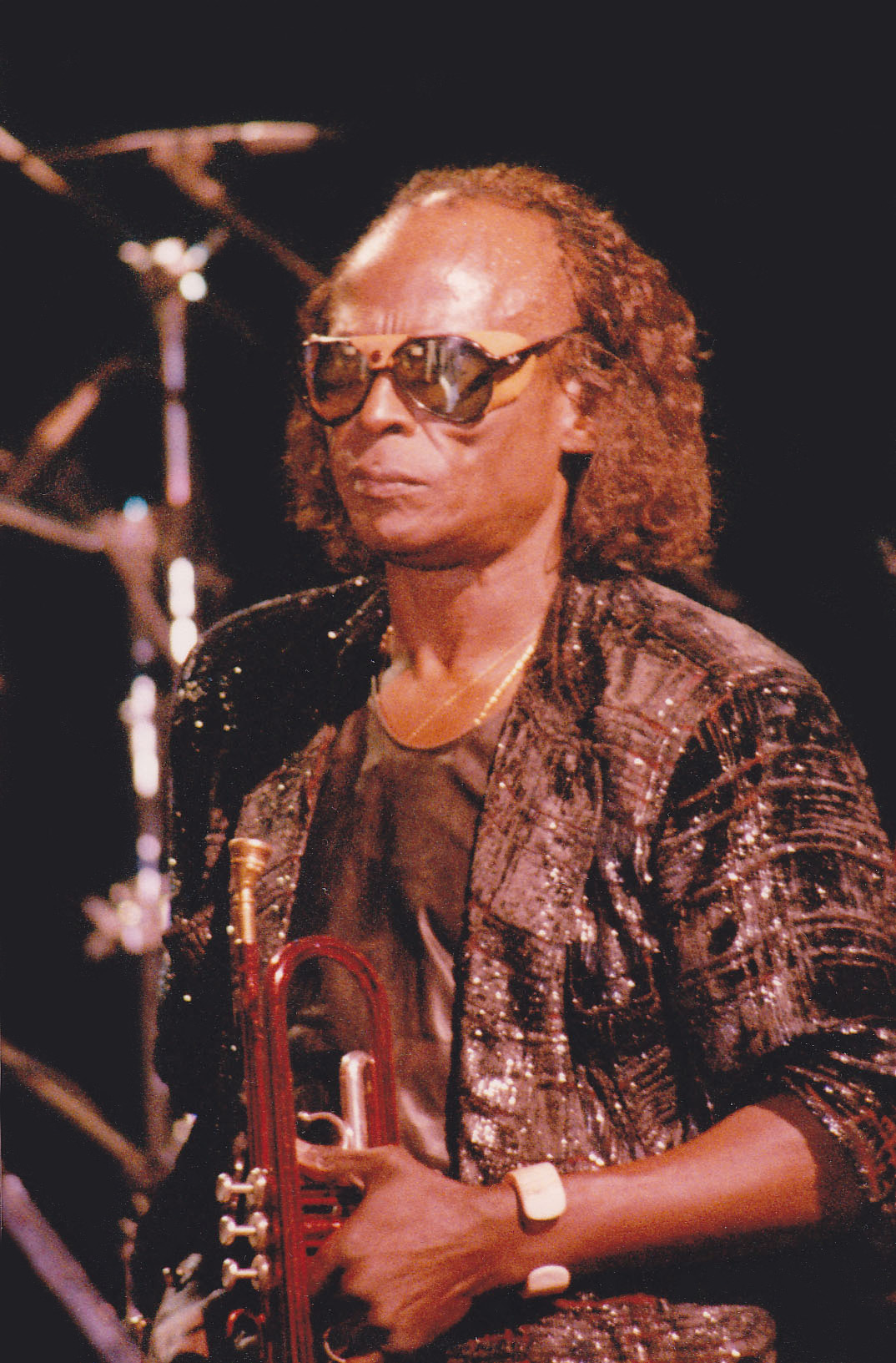
A Strasbourg en 1987.

À la fin des années 1980, Davis collabore également avec Prince, mais à ce jour pratiquement aucun enregistrement studio n'a émergé de ces sessions. Lors de visites guidées des studios Paisley Park au début des années 2000, il était indiqué aux visiteurs que le coffre-fort des studios renferme « les légendaires sessions enregistrées avec Miles Davis ». Il existe toutefois un disque et une vidéo non autorisés qui témoignent du concert que Prince organisa le 31 décembre 1987 à Paisley Park où Miles fit une brève apparition. On peut regretter qu'à cette occasion Prince n'ait pas laissé à Miles assez de place pour s'exprimer pleinement[réf. nécessaire].
Dans son dernier album, posthume, Doo-bop, sorti en 1992, Miles Davis collabore avec des musiciens de hip-hop qui apportent la section rythmique et des chanteurs de rap.
Le génie de Miles Davis peut se résumer en trois points : un son original dans un environnement très structuré, une conception évolutive de la musique dans des directions déterminées et une capacité à s'entourer à cette fin de musiciens dont il savait tirer le meilleur.[réf. nécessaire]

« … « Jazzman de la fin qui approche » comme l'appelle Jacques Réda, maintenant qu'elle est là pour lui cette fin, soudain une angoisse : qui pour faire reculer la fin du jazz, désormais ? »

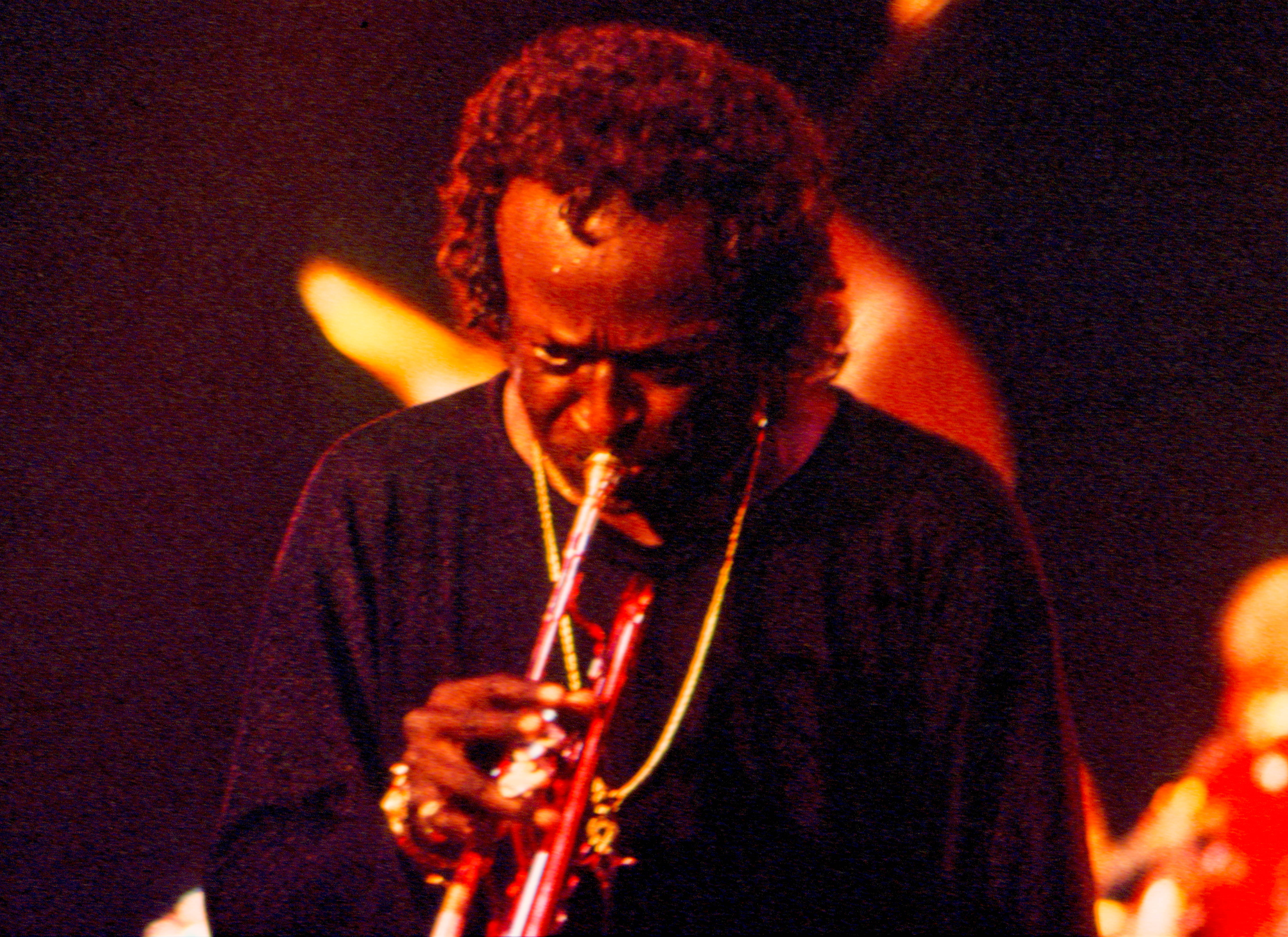
Au North Sea Jazz Festival de Rotterdam aux Pays-Bas en 1991.

Le 28 septembre 1991, Miles Davis meurt à l'âge de 65 ans à l'hôpital St John de Santa Monica près de Los Angeles où il était entré pour un bilan médical complet à la suite de toutes sortes d'ennuis de santé, dont une pneumonie. Dans un entrefilet du New Musical Express, on peut lire : « Miles Davis… est en train de mener un combat perdu contre le sida dans un hôpital californien »,. Cette information a été niée plusieurs fois, y compris par Miles Davis lui-même. À l'âge de 41 ans, on lui diagnostique une drépanocytose, maladie génétique comportant de nombreuses complications, notamment pulmonaires, qui peut être à l'origine de sa mort,.

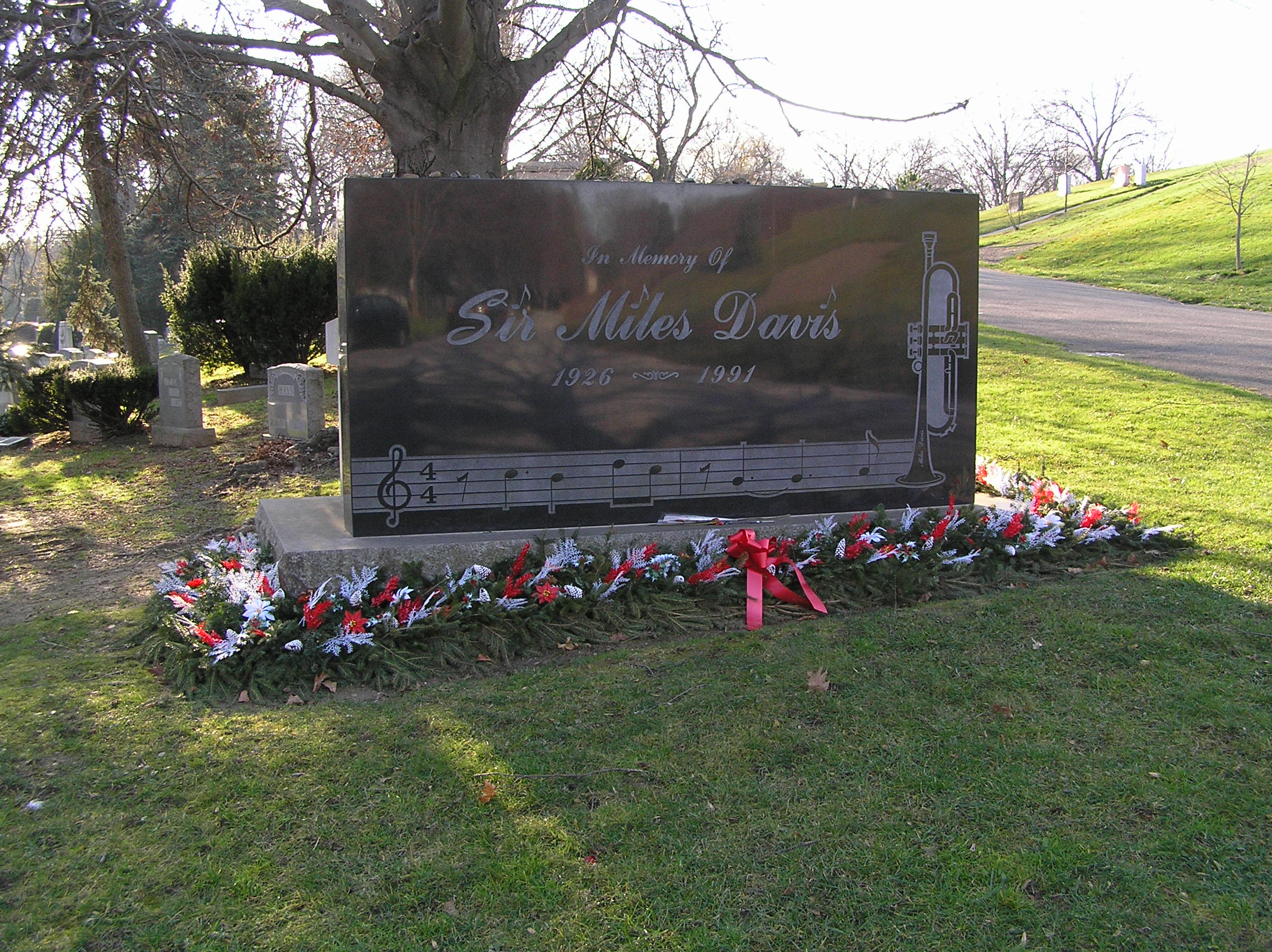
Monument funéraire du cimetière de Woodlawn de New York.

Il repose au cimetière de Woodlawn de New York.

## Vie privée

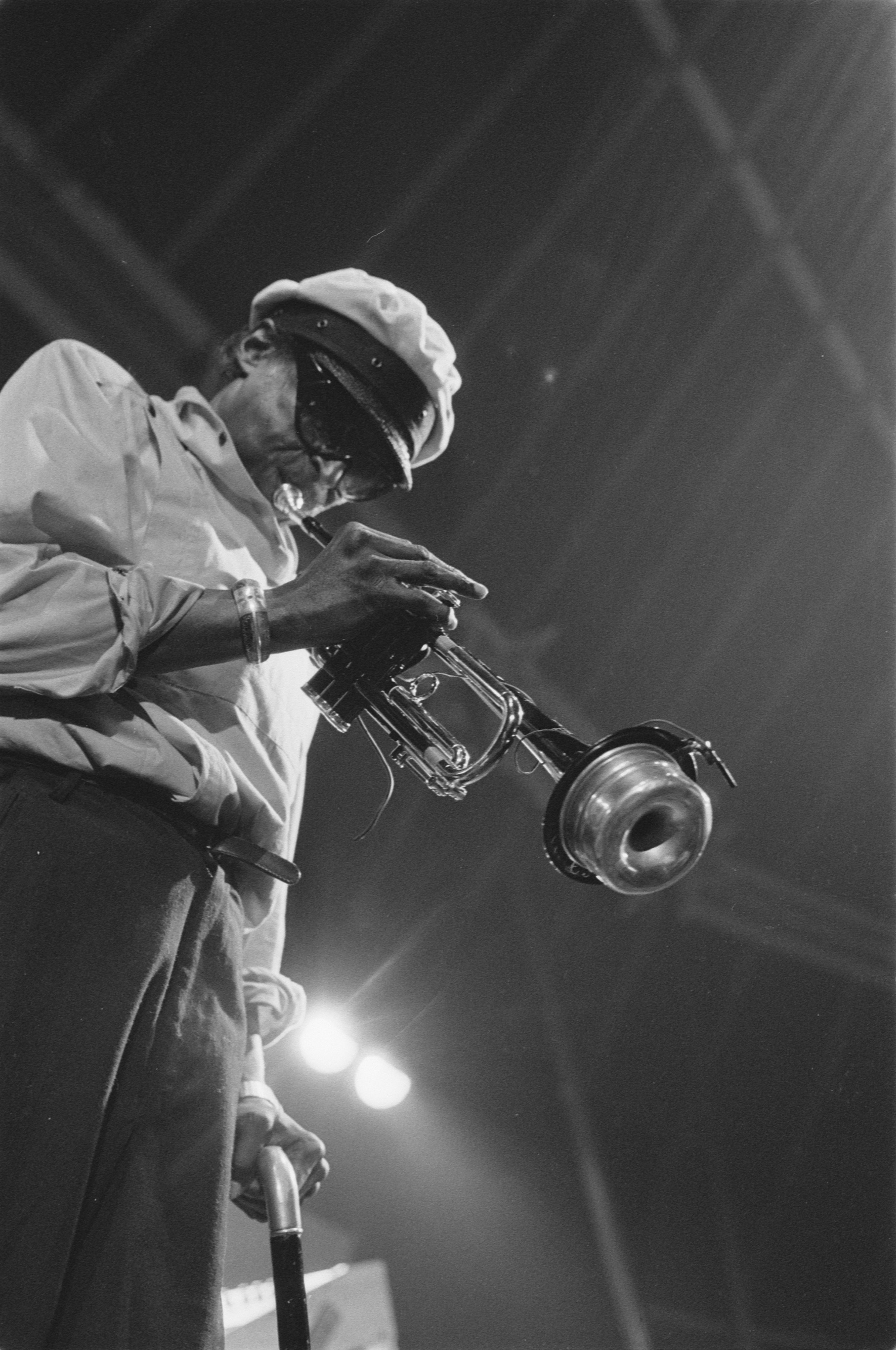

Au printemps 1949, alors de passage à Paris pour se produire au festival de jazz international, il est présenté à la chanteuse française Juliette Gréco. Cette dernière donne un concert au cabaret Le Bœuf sur le toit où elle chante des textes de Boris Vian, Jean-Paul Sartre et Jacques Prévert. Miles Davis est alors âgé de 23 ans. Leur coup de foudre est réciproque. La ségrégation raciale sévissant outre-Atlantique à cette époque les empêche d'envisager un avenir commun aux États-Unis, et Miles Davis rentre seul. Ils se reverront aux États-Unis et en France, peu de temps avant la mort du jazzman.
En décembre 1959, Miles Davis épouse la danseuse américaine Frances Taylor. Le divorce est prononcé en 1968 alors que les époux vivaient séparés.

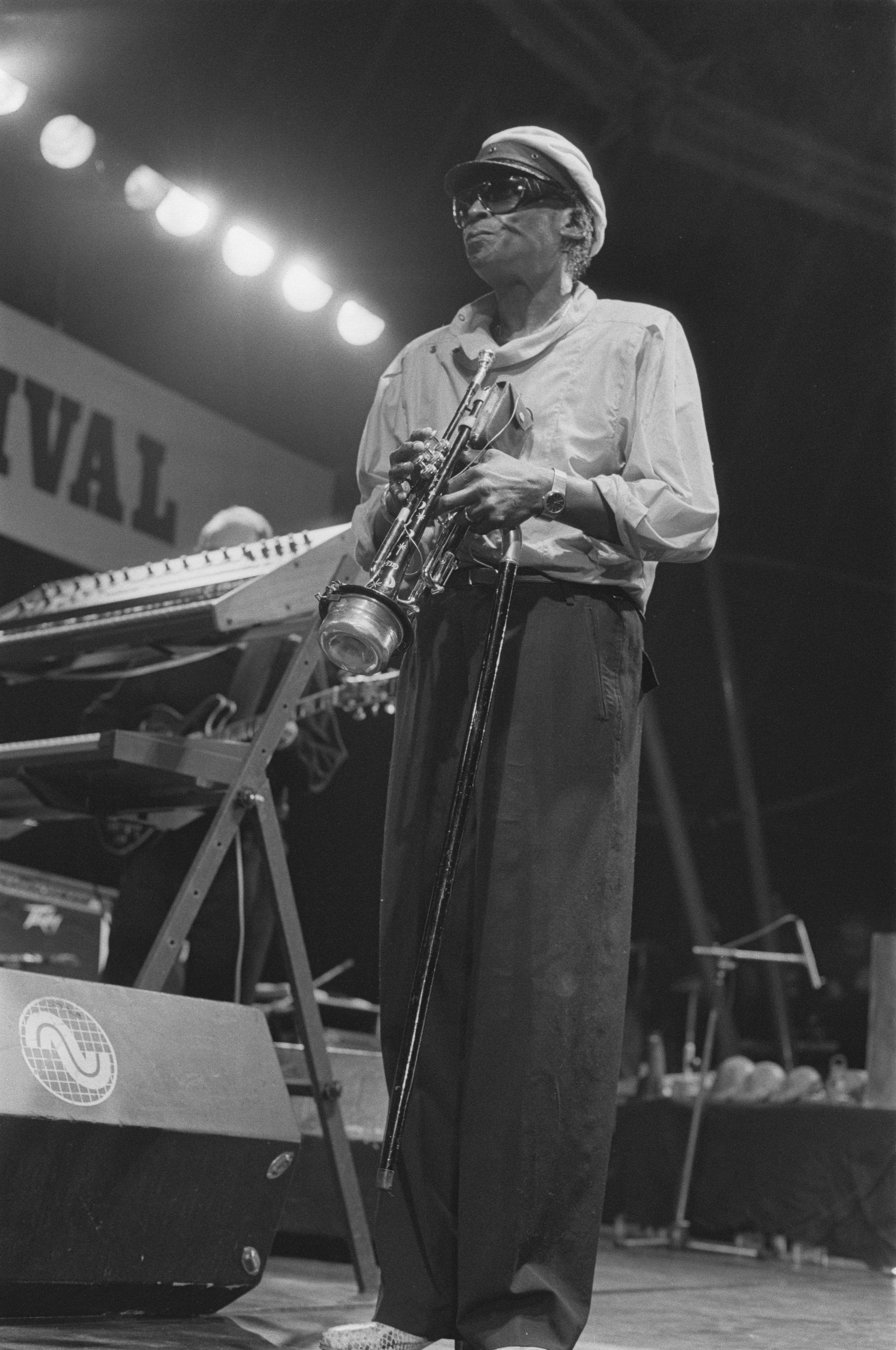
À La Haye en Hollande en 1984.

Il rencontre la chanteuse Betty Mabry en 1967 et l'épouse en 1968, alors qu'ils ont 20 ans d'écart. Betty prend alors le nom de Davis. Le musicien demande le divorce dès 1969, il reconnaîtra que Betty Davis aura eu une certaine influence sur sa musique.
Le 26 novembre 1981, il épouse l'actrice Cicely Tyson dont il divorcera après huit ans de vie commune.
Miles Davis a eu quatre enfants :
- Cheryl Davis, née en 1944 ;
- Gregory Davis, né en 1946 ;
- Miles Davis IV, né en 1950 et mort le 20 octobre 2015 ;
- Erin Davis, né en 1970.

## Citations
- « Pourquoi jouer tant de notes alors qu'il suffit de jouer les plus belles[38] ? »
- « La véritable musique est le silence, les notes ne font qu'encadrer ce silence[39]. »
- « Ne joue pas ce que tu connais, joue ce que tu ignores[38]. »
- À John Coltrane qui lui confiait avant un concert avoir du mal à conclure ses chorus, Miles répondit sèchement : « Essaie donc de retirer le saxo de ta bouche[40]. »
- Pannonica de Koenigswarter demanda à trois cents musiciens de jazz quels étaient leurs trois vœux. Miles Davis n'en formule qu'un, glaçant, et qui disait tout de la condition des Noirs : « Être blanc »[41].
- « Je m'intéresse à la ligne et à la couleur, la ligne est comme une phrase et l'enrobage des couleurs est comme un code. Lorsque je vois de bonnes peintures, j'entends de la bonne musique. C'est pourquoi mes peintures sont identiques à ma musique. Elles sont différentes de toutes les autres peintures. » Interview avec Takao Ogawa, 1988[42]

## Hommages et honneurs

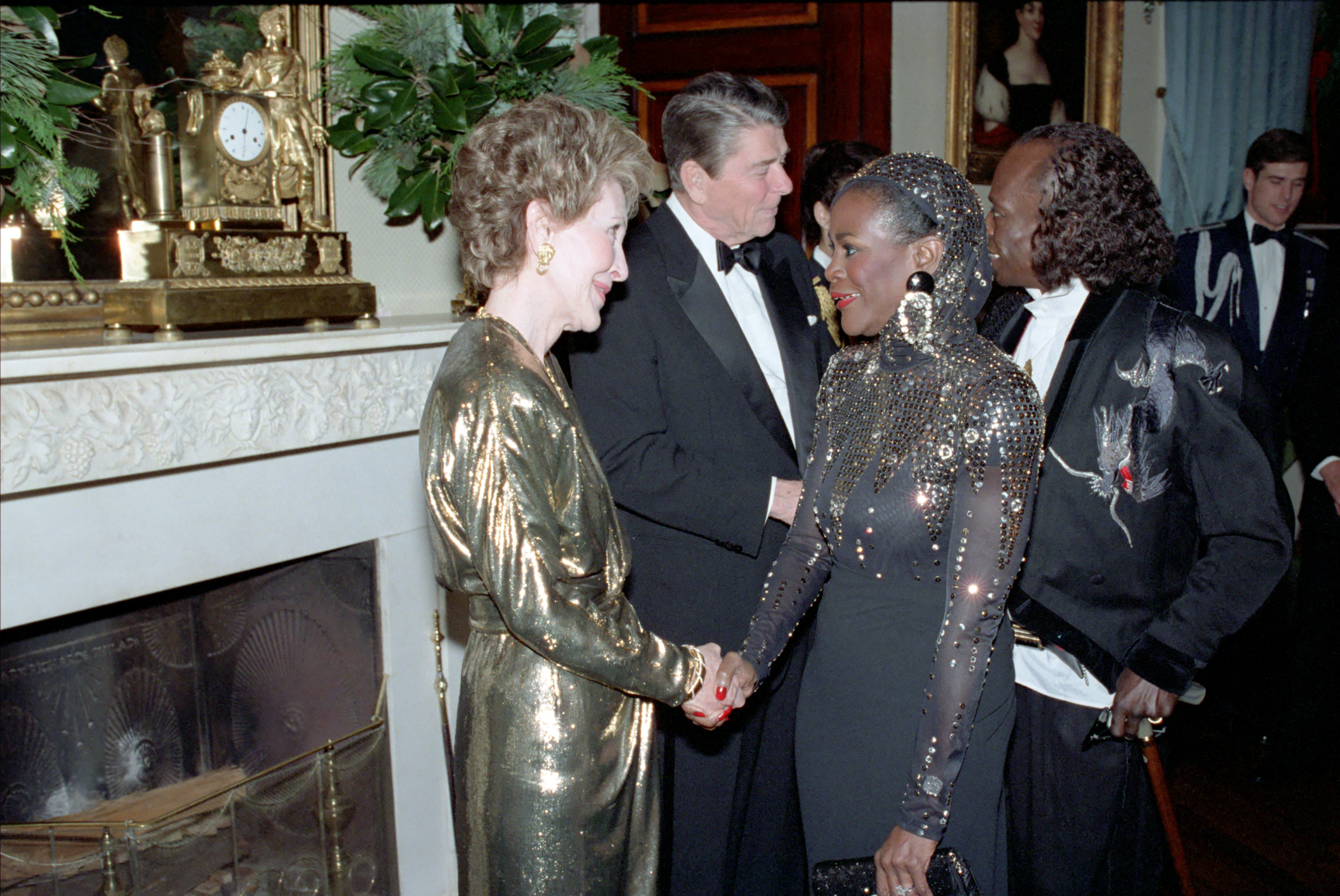
Remise du Kennedy Center Honors à la Maison-Blanche par le président des États-Unis Ronald Reagan, avec leurs épouses Cicely Tyson et Nancy Reagan (1981).

- National Endowment for the Arts - NEA Jazz Master : nomination et récompensé en qualité de Jazz Master en 1984[43] (NB : la plus prestigieuse récompense de la nation américaine en matière de jazz).
- En 1985, dans son titre La Boîte de jazz, composé comme un hommage aux grands jazzmen américains, le chanteur français Michel Jonasz mentionne le nom de Miles Davis.

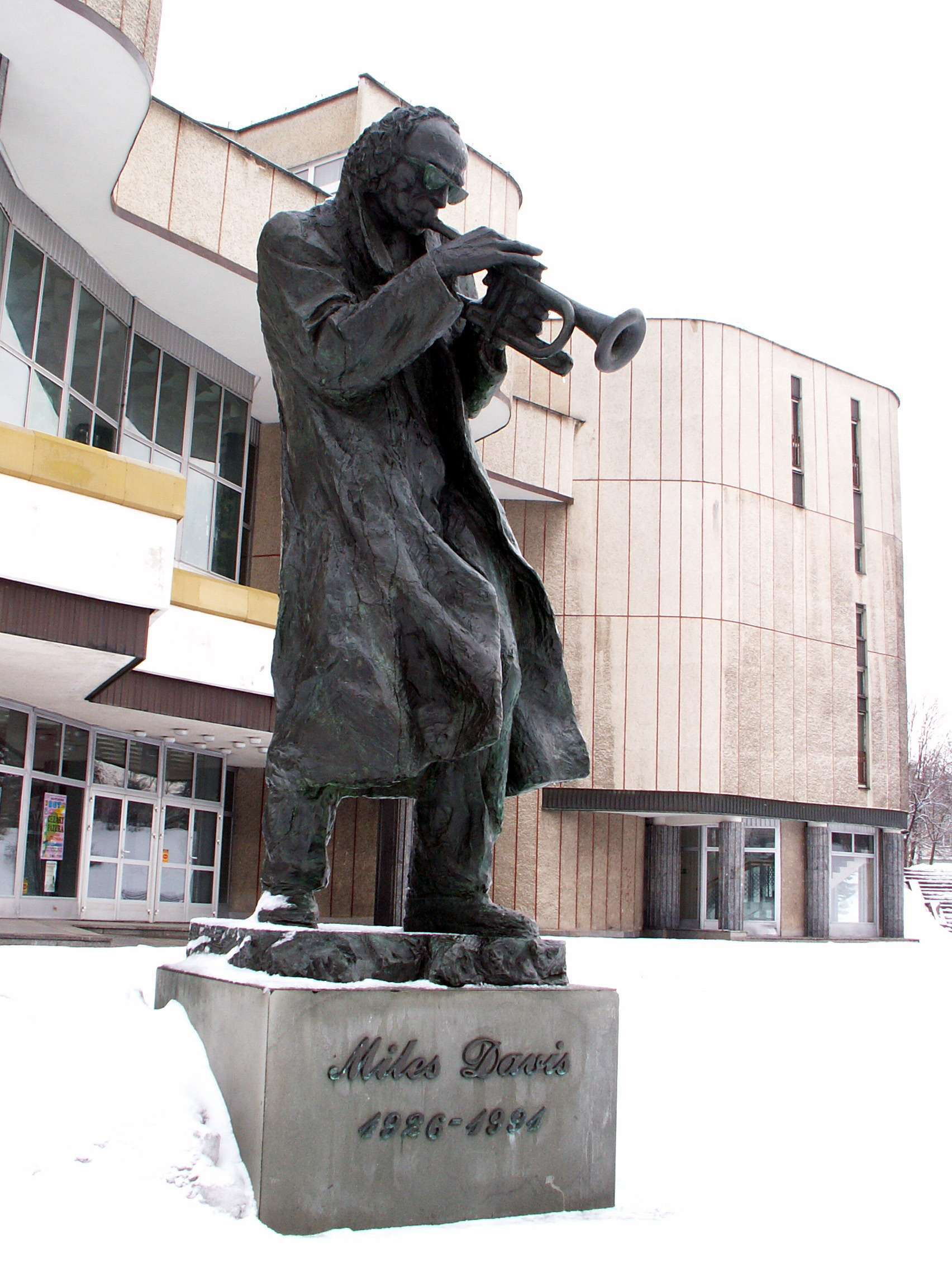
Statue de l'artiste à Kielce, en Pologne.

- En 1994, le Festival international de Jazz de Montréal, lors de sa 15e édition, crée le prix Miles Davis pour honorer annuellement un musicien de renommée internationale ayant marqué l'évolution du jazz.
- Le Montreux Jazz Festival a créé le Miles Davis Hall en son honneur.
- En 2001, le documentariste Mike Dibb réalise un documentaire de deux heures sur la vie de Miles Davis, The Miles Davis Story. Le film remporte l'Emmy Award du documentaire artistique de l'année 2001.
- En 2003, trois albums de Miles Davis seront classés par le magazine Rolling Stone parmi les 500 plus grands albums de tous les temps : Kind of Blue (12e), Bitches Brew (94e) et Sketches of Spain (356e)[44].

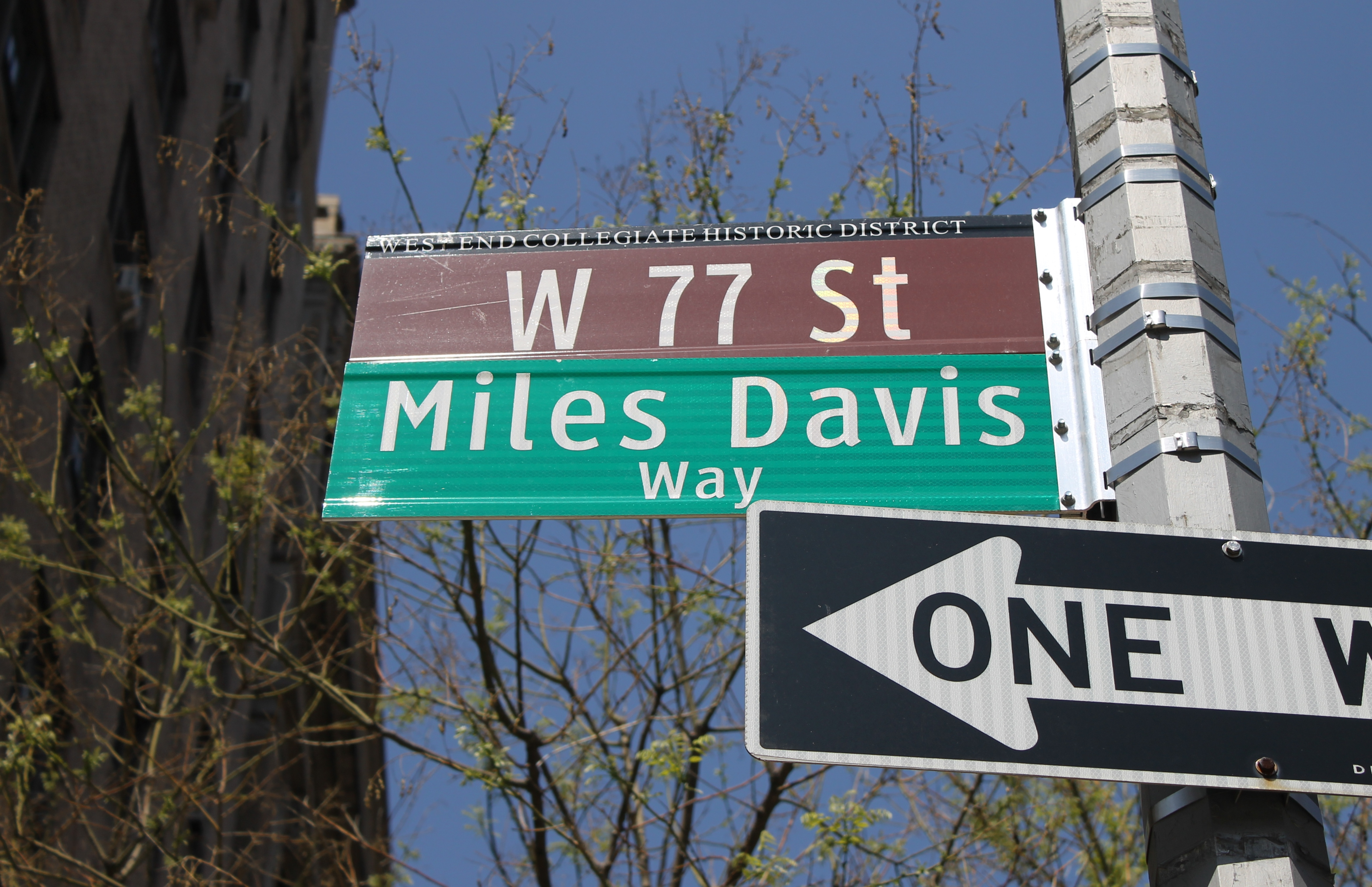
77th Street de Manhattan à New York.

- En 2019, le réalisateur Stanley Nelson lui dédie un documentaire de deux heures, intitulé Miles Davis: Birth of the cool. Il remporte deux Emmy Awards (outstanding arts and culture documentary et outstanding sound)
- Une allée du jardin des arènes de Nice-Cimiez, où il a joué de nombreuses fois, a été baptisée allée Miles-Davis.
- L'astéroïde (5892) Milesdavis a été nommé en son hommage.

## Discographie

### Albums studio
- 1948 : Cool Boopin’
- 1949 : Birth of the Cool, sorti en 1957 ;
- 1951 : Blue Period
- 1951 : Conception
- 1951 : Dig
- 1951-1953 : Miles Davis and Horns
- 1952-1954 : Miles Davis Volume One (Blue Note)
- 1953 : Miles Davis Volume 2 (Blue Note)
- 1953-1954 : Blue Haze
- 1953-1956 : Collectors' Items
- 1954 : Walkin’, sorti en 1957
- 1954 : Bags' Groove ;
- 1954 : Miles Davis Quartet
- 1954-1956 : Miles Davis and the Modern Jazz Giants
- 1955 : The Musings of Miles
- 1955 : Blue Moods
- 1955 : Miles Davis Quintet / Sextet and Milt Jackson
- 1955 : The New Miles Davis Quintet (titre original : Miles)
- 1956 : Cookin’ with the Miles Davis Quintet
- 1957 : Relaxin’ with the Miles Davis Quintet
- 1957 : Steamin’ with the Miles Davis Quintet
- 1957 : Workin’ with the Miles Davis Quintet
- 1957 : ’Round About Midnight
- 1957 : Miles Ahead
- 1958 : Milestones
- 1958 : Porgy and Bess
- 1959 : Kind of Blue
- 1960 : Sketches of Spain
- 1961 : Someday My Prince Will Come
- 1962-1963 : Quiet Nights
- 1963 : Seven Steps to Heaven
- 1964 : My Funny Valentine
- 1965 : E.S.P.
- 1967 : Miles Smiles
- 1967 : Sorcerer
- 1967 : Nefertiti
- 1968 : Miles in the Sky
- 1968 : Filles de Kilimanjaro
- 1969 : In a Silent Way
- 1970 : Bitches Brew
- 1970 : Live-Evil (à la fois live et studio)
- 1972 : On the Corner
- 1969-1972 : Big Fun, sorti en 1972, réédité en 2001
- 1974 : Get Up with It
- 1981 : The Man with the Horn
- 1983 : Star People
- 1984 : Decoy
- 1985 : You’re Under Arrest
- 1986 : Tutu
- 1989 : Amandla
- 1989 : Aura
- 1991 : Doo-Bop
- 2019 : Rubberband (en) (Titres inédits enregistrés en 1985)

### Bandes originales
- 1957 : Ascenseur pour l'échafaud (film de Louis Malle)
- 1970 : A Tribute to Jack Johnson
- 1987 : Siesta avec Marcus Miller (film de Mary Lambert)
- 1990 : Dingo
- 1990 : The Hot Spot (film de Dennis Hopper), musique de Jack Nitzsche avec John Lee Hooker, Tim Drummond et Taj Mahal

### Enregistrements en public

#### Albums officiels
- 1949 :  The Miles Davis and Tadd Dameron Quintet in Paris Festival international de jazz, mai 1949 (sorti en 1977)
- 1949 : Live in Concert from the Carnegie Hall, December 25, 1949
- 1951 : Birdland 1951
- 1953 : At Last !
- 1955 : Miles & Coltrane
- 1958 :  '58 Miles Stella by Starlight'
- 1958 : Jazz at the Plaza, Vol.1 (sorti en 1973)
- 1958 : At Newport 1958
- 1958 : Miles and Monk at Newport (sorti en 1963)
- 1963 : Miles Davis in Europe (Existe aussi sous le nom Miles Davis In Antibes)
- 1964 : "Four" & More
- 1964 : Miles Davis In Concert, My Funny Valentine
- 1964 : Miles in Tokyo
- 1964 : Live in Paris
- 1964 : Miles in Berlin
- 1965 : Miles Davis, Highlights from the Plugged Nickel
- 1963 et 1966 : No (More) Blues
- 1967 : Miles Davis Quintet, Live in Europe 1967
- 1967 : No Blues, Salle Pleyel, Paris, le 6 novembre 1967. (Existe aussi sous le nom Live In Paris)
- 1969 : 1969 Miles, Festiva de Juan Pins (sic)
- 1970 : Live at the Fillmore East (March 7, 1970), It's About That Time , (sorti en 2001)
- 1970 : Black Beauty: Live at the Fillmore West
- 1970 : Miles Davis at Fillmore
- 1972 : In Concert: Live at Philharmonic Hall
- 1973 : Olympia - Jul. 11th, 1973
- 1974 : Dark Magus
- 1975 : Agharta
- 1975 : Pangaea
- 1981 : Miles! Miles! Miles! Live in Japan '81
- 1982 : We Want Miles
- 1988 : Munich Concert, 3 cd
- 1988 : Live in Europe 88, 1 cd
- 1989 :  Miles in Paris, November 3, in zenith the 10th Paris Jazz Festival
- 1991 : Merci, Miles! Live At Vienne[45], enregistré le 1er juillet 1991 à Jazz à Vienne
- 1991 : Miles and Quincy Live at Montreux
- 1991 : Jardin des Arènes de Cimiez, Nice, France le 17 juillet 1991. (Volume 20 de The Complete Miles Davis at Montreux)
- 1973 à 1991 : Highlights from the Complete Miles Davis at Montreux

#### Bootlegs
- 1957 : Amsterdam Concert
- 1960 : Olympia, 20th March 1960
- 1960 : Olympia, 11th October 1960
- 1960 : Live in Den Haag
- 1960 : Manchester Concert
- 1960 : In Stockholm Complete
- 1961 : Miles Davis at Carnegie Hall
- 1961 : Miles Davis at The Blackhawk, San Francisco, Vol.1 et Vol.2
- 1969 : Miles Davis Live in Paris
- 1973 : Live In Vienna
- 1973 : Call It What It Is
- 1981 : Live at the Hollywood Bowl 1981
- 1981 : Sun Palace, Fukuoka, Japan October '81
- 1982 : Spring, Live In Rome, April 26, 1982
- 1988 : Miles Davis From His Last Concert In Avignon
- 1989 : Miles in Montreux
- 1989 : Live Tutu
- 1989 : Time After Time
- 1991 : Black Devil, La Villette 91

### Anthologies
- 1948-1950 : The Complete Birth of the Cool
- 1951-1956 : Chronicle: The Complete Prestige Recordings 1951–1956
- 1955-1956 : The Miles Davis Quintet, The Legendary Prestige Quintet Sessions, 4 cd, sorti en 2006, 10 titres inédits
- 1955-1961 : The complete Columbia recordings, (avec John Coltrane), 6 cd, sorti en 2000
- 1955-1970 : Circle in the Round, 2 cd, sorti en 1979, inédits
- 1960-1970 : Directions, 2 cd, sorti en 1981, inédits
- 1963-1964 : Seven Steps: The Complete Columbia Recordings of Miles Davis 1963-1964, 7 cd, sorti en 2004
- 1965-1968 : Miles Davis Quintet, 1965-68, 6 cd, sorti en 1998
- 1965 : The Complete Live at the Plugged Nickel 1965, 7 cd, sorti en 1995
- 1967-1969 : Water Babies sorti en 1976, inédits
- 1968-1970 : The Complete Bitches Brew Sessions, 4 cd, sorti en 1998
- 1969 : The Complete In A Silent Way, Sessions 1969, 3 cd, sorti en 2001
- 1970 : The Cellar Door Sessions, 6 cd, sorti en 2005
- 1971 : The Complete Jack Johnson Sessions, 5 cd, sorti en 2003
- 1972 : The Complete on the Corner Sessions, 6 cd, sorti en 2007
- 1973-1991 : The Complete Miles Davis at Montreux, 20 cd, sorti en 2002
- 1988-1990 : Live Around the World

### Compilations
- 1956 : My Funny Valentine (Prestige)
- 1958 : Jazz Track
- 1997 : Electric Miles (Sony 65449)
- 2006 : Cool & Collected

### Participations
- 1946 : Earl Coleman et Ann Baker leaders, Bopping the Blues
- 1946-1948 : Charlie Parker, Blue Bird, The Savoy Recordings
- 1949 : Serge Chaloff memorial we the people Bop, 3 titres : Move, Hot House, Ornithology
- 1951 : Lee Konitz Sextet, Conception
- 1951 : Sonny Rollins, Sonny Rollins with the Modern Jazz Quartet. Un seul titre : I Know
- 1958 : Michel Legrand : Legrand Jazz
- 1958 : Julian "Cannonball" Adderley, Somethin' Else
- 1970 : Message to Love. The Isle of Wight festival. Un seul titre : Call It Anything
- 1985 : Sun City à l'initiative de Steven Van Zandt
- 1986 : Toto, Fahrenheit, titre : Don't stop me now
- 1987 : Prince, A Happy New Year Paisley Park Studios (Bootleg)
- 1987 : Zucchero, Blue's. Un seul titre : Dune Mosse
- 1989 : Quincy Jones, Back on the Block
- 1989 : Kenny Garrett, Prisoner of Love
- 1991 : Shirley Horn, You Won't Forget Me

### Albums en hommage à Miles Davis
- 1994 : Herbie Hancock, A Tribute to Miles avec Wayne Shorter, Ron Carter, Tony Williams
- 1998 : Shirley Horn, I Remember Miles (en) avec Ron Carter, Al Foster
- 1999 : Cassandra Wilson, Traveling Miles (en)
- 2002 : Herbie Hancock, Directions in Music: Live at Massey Hall (en)
- 2011 : Marcus Miller feat. Christian Scott, Tutu Revisited
- 2019 : Nicolas Folmer, So Miles

## Filmographie

### Acteur
- Dingo de Rolf de Heer (1990), avec Miles Davis, Bernadette Lafont, Michel Legrand
- Deux Flics à Miami (1985), saison 2 épisode 6 : Junk Love : Ivory Jones

### Sur Miles Davis
Durant l'été 2014, l'acteur Don Cheadle a lancé une campagne de financement participatif sur le site internet Indiegogo.com pour un projet de film sur Miles Davis, intitulé Miles Ahead.
Il récolte 343 494 de dollars, soit 18 494 de dollars de plus que la somme demandée. Le projet ne veut pas être un biopic ordinaire, et se construit sur « le parallèle entre Miles en 1979 à la fin de sa période de silence, ces cinq années durant lesquelles il n'a ni joué ni enregistré, et les 10 ans durant lesquels il est avec Frances Taylor Davis, à l'époque l'amour de sa vie et sa muse ». Pour les besoins du film, Don Cheadle apprend la trompette, bien que les enregistrements de Miles soient utilisés pour la bande-son. Don Cheadle joue le rôle de Miles, Ewan McGregor celui de Dave Brill, un journaliste du Rolling Stone, et Michael Stuhlbarg un réalisateur artistique. Le film sort aux États-Unis le 11 octobre 2015, lors du festival du film de New York, et le 1er avril 2016 pour sa sortie internationale.

## Vidéographie
- 1959 : The Sound of Miles Davis, TV Show, CBS (avec John Coltrane et Miles Davis) paru dans le DVD The Greatest Jazz Films Ever, Idem, 2003 et sous le nom The Cool Jazz Sound, Mvd Visual, 2005
- 1964 : Miles Davis Quintet : Milan 1964, Impro-Jazz, 2007
- 1969 : Miles Davis Quintet : Live in Copenhague & Rome 1969, JazzShots
- 1970 : Miles Davis Electric : A different Kind of Blue (Live at the Isle of Wight Festival). Documentaire de Murray Lerner (USA, 2004) Eagle Vision. 87 min.
- 1985 : Live in Montréal, Jazz Door, 2006
- 1988 : Live in Munich, Geneon, 2002
- 1989 : Miles in Paris, Warner Bros, 2001
- 1991 : Miles Davis live at Montreux : with Quincy Jones and Gil Evans orchestra. Eagle Vision. 133 min